# شانگهای
شانگهای (به چینی: 上海)، بزرگ‌ترین شهر صنعتی چین و یکی از پرجمعیت‌ترین شهرهای جهان است. این شهر شامل مناطق مرکزی با جمعیتی حدود ۱۵ میلیون نفر و مناطق اطراف با ۸ میلیون نفر جمعیت است که تا ۵۰ کیلومتری مرکز شهر گسترش یافته‌اند. بر اساس سرشماری سال ۲۰۲۰، جمعیت شانگهای ۲۴٫۸۷ میلیون نفر است. این شهر مستقیماً تحت نظارت دولت مرکزی چین قرار دارد و از نظر اداری با استان‌ها برابر است. شانگهای در دلتای رود یانگ تسه در جنوب پای رود یانگ‌تسه در میانهٔ انتهای شرقی خاک اصلی چین قرار دارد. شانگهای، به معنی «شهر عزیمتگاه به سوی دریا»، در دلتای رود یانگ‌تسه و محل اتصال این رود به اقیانوس آرام قرار دارد.
شانگهای، شهری در سطح استان در شرق-مرکز چین، یکی از بزرگ‌ترین بندرهای جهان و یکی از مراکز اصلی صنعتی و تجاری چین است. این شهر در ساحل دریای چین شرقی، بین دهانه رود یانگ‌تسه در شمال و خلیج هانگژو در جنوب قرار دارد. منطقه شهرداری شانگهای شامل خود شهر، حومه‌های اطراف و مناطق کشاورزی است. شانگهای پرجمعیت‌ترین شهر چین و شهرداری آن پرجمعیت‌ترین منطقه شهری کشور به‌شمار می‌آید.
شانگهای یکی از نخستین بنادر چین بود که به روی تجارت با غرب گشوده شد و برای مدت‌ها مرکز اصلی تجارت کشور بود. با پیروزی کمونیست‌ها در سال ۱۹۴۹، این شهر به یک قطب صنعتی بزرگ تبدیل شد و محصولاتش نیازهای داخلی رو به رشد چین را تأمین کرد. در دهه‌های اخیر، شانگهای دستخوش تغییرات گسترده‌ای شده است؛ از ایجاد حومه‌های صنعتی و مجتمع‌های مسکونی تا بهبود زیرساخت‌ها، احداث پارک‌ها و امکانات تفریحی. این شهر با تغییرات فیزیکی و اجتماعی، تلاش کرده است تا آثار اقتصادی و روانی گذشته استثماری خود را از بین ببرد و نقش کلیدی‌اش را در مدرن‌سازی چین ایفا کند.
شانگهای با مساحت ۶۳۴۰٫۵ کیلومتر مربع، به‌واسطه زمین‌سازی در دلتا رود یانگ‌تسه، به‌طور پیوسته درحال گسترش است. بندر شانگهای، با ظرفیت ۴۷٫۲۸ میلیون TEU در سال ۲۰۲۲، بزرگ‌ترین بندر کانتینری جهان است و در سال ۲۰۱۲ با حمل ۷۳۶ میلیون تن کالا، از نظر مجموع حمل‌ونقل نیز در جایگاه نخست قرار داشت.
این شهر علاوه بر نقش برجسته صنعتی و تجاری، یکی از مراکز مهم فرهنگی و آموزشی چین به‌شمار می‌رود و دارای دانشگاه‌ها، موسسات پژوهشی، تئاترها و موزه‌های متعددی است. زبان محلی شانگهای یکی از گویش‌های وو است که به شرق چین تعلق دارد.
شهر شانگهای به دو بخش توسط رودخانه تقسیم می‌شود. که بخش شرقی که ناحیهٔ تازه‌ساخت آن و با معماری جدید می‌باشد پودونگ و شرق آن شانگهای نام دارد که در منتهی‌الیه غربی آن فرودگاه خونچای که مربوط به پروازهای داخلی است قرار دارد.
همچنین فرودگاه اصلی شانگهای در منطقهٔ پودونگ واقع است که با یک مونوریل خارج شهری به شهر شانگهای وصل می‌شود. از نکات جالب این شهر درحال حاضر منطقهٔ شانگهای اکسپو ۲۰۱۰ است که مربوط به نمایشگاه بین‌المللی در سال ۲۰۱۰ می‌باشد.
این شهر که تا سال ۱۸۴۲ تنها یک روستای ماهیگیری بود، پس از جنگ اول تریاک به یک بندر معاهده‌ای تبدیل شد و تحت نفوذ بریتانیا، فرانسه و آمریکا به یک مرکز فرهنگی و تجاری بزرگ بدل شد.
در اوج شکوفایی خود، شانگهای به «پاریس شرق» معروف بود، شهری پر از تجمل، هنر و کسب‌وکار، اما در کنار این شکوه، فقر و کارگری ارزان نیز وجود داشت. در این شهر پرجنب‌وجوش، حزب کمونیست چین نخستین نشست خود را در سال ۱۹۲۱ برگزار کرد، اما با اشغال ژاپن و جنگ جهانی دوم، دوران طلایی آن به پایان رسید.
پس از پیروزی کمونیست‌ها در سال ۱۹۴۹، شانگهای به تدریج از جهان خارج جدا شد و تحت تأثیر سیاست‌های کمونیستی، سال‌ها از رونق افتاد. در دهه ۱۹۷۰، با عادی‌سازی روابط چین و آمریکا و پس از آن اصلاحات اقتصادی، این شهر به آرامی به سوی بازگشت به نقش بین‌المللی خود حرکت کرد.
شانگهای از دهه ۱۹۹۰ با رهبری دنگ شیائوپینگ، به موتور رشد اقتصادی چین تبدیل شد و با پذیرش اقتصاد بازار محور، نقش کلیدی در تجارت و صنعت کشور ایفا کرد. امروز، این شهر تلفیقی از تاریخ، فرهنگ، مدرنیته و تجارت است و با معماری استعماری و آسمان‌خراش‌های مدرن، نمادی از تغییر و تحول چین به‌شمار می‌آید.

## نام
نام شهر شانگهای در زبان چینی از دو نویسه تشکیل شده است: 上 (shàng) به معنای "رفتن" یا "حرکت به سوی"، و 海 (hǎi) به معنای "دریا". ترکیب این دو نویسه می‌تواند به‌صورت "شهری که از آن به سوی دریا حرکت می‌کنند" ترجمه شود. ترجمه متداول "شهر بر دریا» اشتباه است، زیرا در زبان چینی ترتیب واژه‌ها متفاوت است و چنین معنایی باید به‌صورت "hǎi shàng" نوشته شود.
شانگهای به‌طور غیررسمی با عناوینی چون «دروازه جهان»، «پاریس شرق» (东方巴黎, Dōngfāng Bālí)، «کلان‌شهر سر اژدها» (龙头, Lóngtóu) و «مروارید شرق» (东方明珠, Dōngfāng Míngzhū) نیز شناخته می‌شود.
اختصارات رسمی شانگهای در زبان چینی عبارت‌اند از Hù (沪) و Shēn (申). نام کوتاه Hù به یک ابزار قدیمی ماهیگیری (نوعی تله ماهیگیری از بامبو) اشاره دارد و همچنین به‌عنوان پلاک خودرو استفاده می‌شود. نام Shēn به شخصیتی به نام «چونشن جون» (春申君, Chūnshēn Jūn)، یک سیاستمدار و فرمانده از دوران ایالت‌های متخاصم، اشاره دارد.

## جغرافیا
شانگهای در دلتای رود یانگ‌تسه و در کنار رودخانه هوانگ‌پو قرار دارد و در مختصات جغرافیایی ۳۱ درجه و ۱۴ دقیقه عرض شمالی و ۱۲۱ درجه و ۲۸ دقیقه طول شرقی واقع شده است. همسایگان این شهر استان‌های جیانگسو در شمال‌غرب و جه‌جیانگ در جنوب‌غرب هستند. زمین‌های این منطقه هموار بوده و به‌طور میانگین ۴ متر از سطح دریا ارتفاع دارند. بلندترین نقطه آن کوه «شه شان» با ۱۰۰ متر ارتفاع است که با تله‌کابین قابل دسترسی است.
در سال ۱۹۴۹ مساحت این شهر ۶۳۶ کیلومترمربع بود، اما در سال ۱۹۵۸ با الحاق ۱۰ شهرستان از استان جیانگسو، مساحت آن به ۵۲۷۴ کیلومترمربع افزایش یافت. امروز، شانگهای با مساحت ۶۳۴۰٫۵ کیلومترمربع شامل مناطق شهری (۱۹۲۸٫۱۳ کیلومترمربع) و حومه‌های بیرونی و مناطق روستایی (۴۴۱۲٫۳۷ کیلومترمربع) است. این شهر تقریباً دو برابر ایالت زارلند آلمان وسعت دارد و از شمال به جنوب ۱۲۰ کیلومتر و از شرق به غرب ۱۰۰ کیلومتر گسترش یافته است. جزیره چونگمینگ، دومین جزیره بزرگ چین با مساحت ۱۰۴۱٫۲۱ کیلومترمربع، و جزایر کوچکتری چون چانگشینگ و هنگشا نیز در مرزهای شانگهای قرار دارند.
شانگهای با داشتن رودها، کانال‌ها و دریاچه‌های فراوان، از منابع آبی غنی برخوردار است. رود هوانگ‌پو، که ۱۱۳ کیلومتر طول و بین ۳۰۰ تا ۷۰۰ متر عرض دارد، شهر را به دو بخش پوکسی و پودونگ تقسیم می‌کند و به‌عنوان یک شاهراه آبی بدون یخ شناخته می‌شود. رود سوژو نیز با طول ۵۴ کیلومتر و عرض ۴۵ متر از شانگهای می‌گذرد. بزرگ‌ترین دریاچه این منطقه، دریاچه دیانشان با مساحت ۶۲ کیلومترمربع است.

### زمین‌شناسی
شانگهای در دلتاهای رود یانگ‌تسه قرار دارد. این منطقه از خاک‌های حاصلخیز آبرفتی تشکیل شده که توسط رسوبات یانگ‌تسه شکل گرفته است. این زمین‌ها از حاصلخیزترین مناطق چین و مرکز اصلی تولید پنبه این کشور هستند. در گذشته، شانگهای در کنار دریا قرار داشت، اما به‌دلیل تشکیل دلتای یانگ‌تسه، اکنون حدود ۳۰ کیلومتر از ساحل فاصله دارد.

### ساختار شهری
شانگهای به‌عنوان مرکز اصلی صنعتی چین، با مشکلاتی همچون آلودگی هوا، آب و صدا روبه‌رو است؛ رودخانه‌های سوژو و هوانگپو که از شهر عبور می‌کنند، به‌شدت آلوده‌اند اما هوانگپو همچنان منبع اصلی آب شهر است. منطقه پودونگ که در گذشته یک زاغه بزرگ بود، اکنون با آسمان‌خراش‌های مدرن مانند برج شانگهای به مرکز مالی و تجاری تبدیل شده است. مرکز شهر شانگهای با معماری دوران پیش از کمونیسم، شبکه‌ای از خیابان‌های منظم و ساختمان‌های تاریخی، همچنان هویت قدیمی خود را حفظ کرده است.
شانگهای از دهه ۱۹۵۰ با ساخت مجتمع‌های مسکونی خودکفا در حومه‌ها، تلاش کرده تراکم جمعیت را کاهش دهد و مناطق مسکونی مدرن جایگزین زاغه‌های قدیمی کرده است. در مناطق مسکونی مانند پروژه پنگپو، ترکیبی از آپارتمان‌ها، امکانات رفاهی، و زمین‌های کشاورزی وجود دارد که نیازهای شهروندان را تأمین می‌کند.
شانگهای به ۱۶ منطقه شهری تقسیم می‌شود:
- مناطق مرکزی (پوکسی): این بخش شامل هفت منطقه شهری اصلی است که در غرب رود هوانگ‌پو قرار دارند، ازجمله منطقه‌های هوانگ‌پو، شوشی، چانگ‌نینگ، جینگ‌آن، پوتو، هونگ‌کو و یانگ‌پو.
- مناطق پیرامونی: شامل چهار منطقه نزدیک به مرکز شهر مانند پودونگ، مین‌هانگ، جیادینگ و بائوشان هستند که بین سال‌های ۱۹۸۸ تا ۱۹۹۲ از شهرستان به منطقه شهری تبدیل شده‌اند.
- حومه‌های دورتر: پنج منطقه دیگر شامل جین‌شان، سونگ‌جیانگ، چینگ‌پو، فنگ‌شیان و چونگ‌مینگ در مناطق روستایی و بیرونی قرار دارند و بین سال‌های ۱۹۹۲ تا ۲۰۱۶ از شهرستان به منطقه شهری ارتقا یافته‌اند.

## آب و هوا
شانگهای دارای آب و هوای مرطوب و نیمه‌استوایی است، با دمای متوسط سالانه ۱۷٫۵ درجه سانتی‌گراد (۶۳٫۵ درجه فارنهایت) در مناطق مرکزی و ۱۶٫۲–۱۷٫۲ درجه سانتی‌گراد (۶۱٫۲–۶۳٫۰ درجه فارنهایت) در حومه‌ها. این شهر چهار فصل متمایز دارد. زمستان‌ها معتدل تا سرد و مرطوب هستند، به‌طوری‌که بادهای شمال‌غربی از سیبری می‌توانند دمای شبانه را به زیر صفر برسانند. هر سال به‌طور میانگین ۴٫۷ روز برف می‌بارد و ۱٫۶ روز پوشش برف وجود دارد. تابستان‌ها گرم و مرطوب هستند و گاهی بارش‌های شدید یا رعد و برق رخ می‌دهد. به‌طور میانگین، ۱۴٫۵ روز در سال دما بیش از ۳۵ درجه سانتی‌گراد (۹۵ درجه فارنهایت) می‌رود. در تابستان و اوایل پاییز، این شهر در معرض طوفان‌های تیفون قرار دارد.
به‌طور کلی، بهار (اگرچه متغیر و بارانی است) و پاییز (که معمولاً آفتابی و خشک است) فصل‌های دلپذیرتری هستند. درصد تابش خورشید ماهانه در این شهر بین ۲۸٪ در ژوئن تا ۴۶٪ در اوت متغیر است و این شهر به‌طور سالانه ۱۷۵۴ ساعت آفتاب درخشان دریافت می‌کند. طبق استاندارد تقسیم‌بندی فصلی چین، از ۲۰۰۱ تا ۲۰۲۴، شانگهای در ۹ مارس بهار، در ۱۶ مه تابستان، در ۵ اکتبر پاییز و در ۴ دسامبر وارد زمستان می‌شود. بیشترین دماهای ثبت‌شده از سال ۱۹۵۱ تا کنون بین −۱۰٫۱ درجه سانتی‌گراد (۱۴ درجه فارنهایت) در ۳۱ ژانویه ۱۹۷۷ (رکورد غیررسمی −۱۲٫۱ درجه سانتی‌گراد (۱۰ درجه فارنهایت) در ۱۹ ژانویه ۱۸۹۳) تا ۴۰٫۹ درجه سانتی‌گراد (۱۰۶ درجه فارنهایت) در ۲۱ ژوئیه ۲۰۱۷ و ۱۳ ژوئیه ۲۰۲۲ در ایستگاه هواشناسی ژوژیاهوی، و ۲ اوت ۲۰۲۴ در منطقه مین‌هانگ ثبت شده است. همچنین، در ۸ اوت ۲۰۱۳، ایستگاه هواشناسی فرودگاه بین‌المللی پودونگ شانگهای دمای ۴۱٫۰ درجه سانتی‌گراد (۱۰۶ درجه فارنهایت) را گزارش کرده است.

## تاریخ
در طول هزار سال گذشته، شانگهای از یک شهر تجاری نسبتاً کم‌اهمیت و مرکز استان به یک کلان‌شهر جهانی تبدیل شد. ترکیبی از پیشرفت‌های فنی در کشاورزی، مدیریت مسیرهای آبی و تغییرات طبیعی در مسیر برخی رودخانه‌ها باعث تأسیس این شهر به عنوان مرکز استان در سال ۱۲۹۲ شد. این شهر دوره‌های مختلفی از رشد و رکود را پشت سر گذاشت، اما در میانه‌های سدهٔ نوزدهم به یک مرکز تجارت بین‌المللی با جمعیتی بالغ بر ۲۵۰ هزار نفر تبدیل شد. یکی از نقاط عطف تاریخ این شهر در سال ۱۸۴۲ بود، زمانی که معاهده نانکینگ امضا شد و بندر معاهده‌ای شانگهای باز شد. در سده بعد، شانگهای به سه بخش تقسیم شد که هر کدام تحت قوانین و مقررات خود اداره می‌شدند: سکونتگاه بین‌المللی، محله فرانسوی و شهر چینی. در دهه ۱۹۳۰، سرنوشت این شهر به دست قدرتی خارجی دیگر، ژاپن، افتاد. پس از تسلیم ژاپن در ۱۵ اوت ۱۹۴۵، ملی‌گرایان و کمونیست‌های چین چهار سال دیگر برای کنترل شهر با یکدیگر جنگیدند تا در ۲۵ مه ۱۹۴۹ ارتش آزادی‌بخش مردم چین شانگهای را آزاد کرد.

### دوران باستان
بخش غربی شانگهای امروزی ۶۰۰۰ سال پیش مسکون بوده است. در دوران دوره بهار و پاییز (تقریباً ۷۷۱ تا ۴۷۶ قبل از میلاد)، این منطقه به پادشاهی وو تعلق داشت که توسط یوه فتح شد و در نهایت توسط پادشاهی چو تسخیر گردید. در دوران دوره ایالت‌های جنگ‌طلب (۴۷۵ قبل از میلاد)، شانگهای بخشی از اراضی سردار چونشن از چو بود، یکی از چهار سردار ایالات جنگ‌طلب. او دستور حفر رودخانه هوانگپو را صادر کرد. نام پیشین یا شاعرانه آن، رودخانه چونشن، باعث شد تا شانگهای لقب «شِن» را بگیرد. ماهیگیرانی که در منطقه شانگهای زندگی می‌کردند، ابزاری به نام هُو ساختند که نام آن به دهانه رودخانه سوژو در شمال شهر قدیمی داده شد و به عنوان نام مستعار و اختصار برای شهر رایج گردید.

### دوران امپراتوری

#### دودمان‌های تانگ، سونگ و یوان
در دوران دودمان‌های تانگ و سونگ، شهر چینگلونگ (青龙镇) در منطقه چینگپو یک بندر تجاری بزرگ بود. این بندر در سال ۷۴۶ (پنجمین سال از شوان زونگ اول، امپراتور دودمان تانگ) تأسیس شد و به چیزی که به‌طور تاریخی به عنوان «شهر بزرگ جنوب‌شرقی» شناخته می‌شد، تبدیل گردید و شامل سیزده معبد و هفت پاگودا بود. می فو، دانشمند و هنرمند دودمان سونگ، به عنوان شهردار آن خدمت کرد. این بندر تجارت پررونقی با استان‌های اطراف رود یانگ‌تسه و سواحل چین، و همچنین با کشورهای خارجی مانند ژاپن و پادشاهی شیلا داشت. تا پایان دودمان سونگ، مرکز تجارت به پایین‌دست رود وو سونگ به شانگهای منتقل شد. این شهر در سال ۱۰۷۴ از یک روستا به یک شهر بازاری ارتقا یافت و در ۱۱۷۲، یک دیوار دریایی دوم ساخته شد تا ساحل اقیانوس را تثبیت کند و مکمل دیوار اولیه باشد. از دودمان یوآن در ۱۲۹۲ تا زمانی که شانگهای به‌طور رسمی در ۱۹۲۷ به شهرداری تبدیل شد، این منطقه به عنوان یک شهرستان تحت مدیریت استان سونگجیانگ که در منطقه سونگجیانگ کنونی قرار دارد، اداره می‌شد.

#### دودمان مینگ

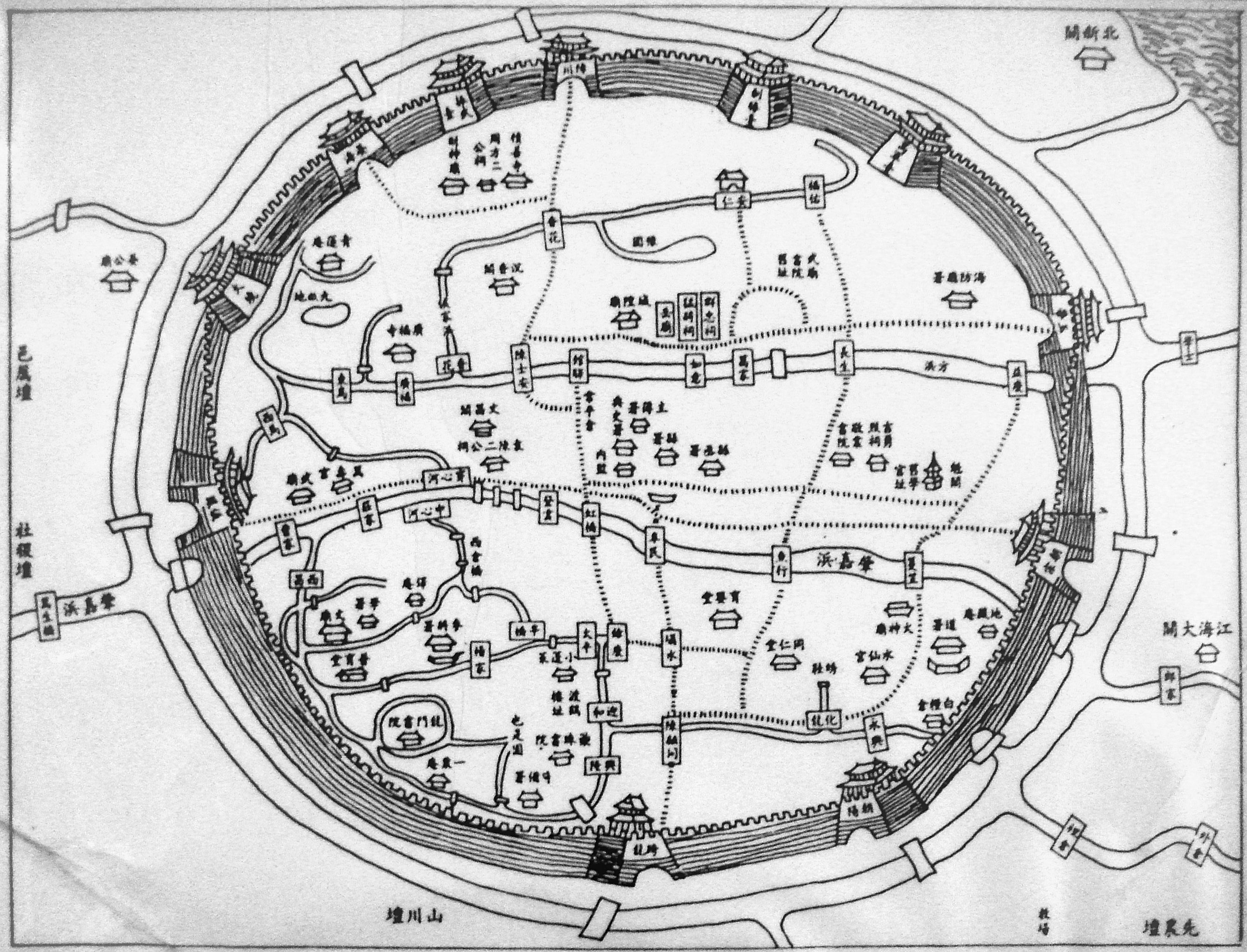
نقشه‌ای از سده هفدهم شهر قدیمی شانگهای

دو رویداد مهم به توسعه شانگهای در دوران دودمان مینگ کمک کردند. نخستین دیوار دفاعی در سال ۱۵۵۴ برای محافظت از شهر در برابر حملات واکو (دزد دریایی) ساخته شد. این دیوار ۱۰ متر (۳۳ فوت) ارتفاع و ۵ کیلومتر (۳ مایل) محیط داشت. یک معبد خدای شهر در سال ۱۶۰۲ در دوران سلطنت وان‌لی ساخته شد. این افتخار معمولاً مختص پایتخت‌های ولایتی بود و معمولاً به یک شهرستان مانند شانگهای اعطا نمی‌شد. دانشمندان بر این باورند که این احتمالاً نشان‌دهنده اهمیت اقتصادی شهر بود، نه وضعیت سیاسی پایین آن.

#### دودمان چینگ
در دوران دودمان چینگ، شانگهای به یکی از مهم‌ترین بنادر دریایی در منطقه دلتای رود یانگ تسه تبدیل شد که ناشی از دو تغییر مهم در سیاست‌های دولت مرکزی بود: در ۱۶۸۴، کانگ‌شی ممنوعیت کشتی‌های اقیانوس‌پیما را که از ۱۵۲۵ برقرار بود، لغو کرد؛ و در ۱۷۳۲، امپراتور چیان‌لونگ دفتر گمرک استان جیانگسو را از پایتخت ولایتی منطقه سونگجیانگ به شانگهای منتقل کرد و به شانگهای کنترل انحصاری بر جمع‌آوری گمرکی تجارت خارجی استان جیانگسو را اعطا کرد. به دنبال این دو تصمیم حیاتی، شانگهای تا سال ۱۷۳۵ به بندر اصلی تجارت برای تمامی منطقه پایین رود یانگ‌تسه تبدیل شد، اگرچه همچنان در پایین‌ترین سطح اداری در سلسله مراتب سیاسی قرار داشت.

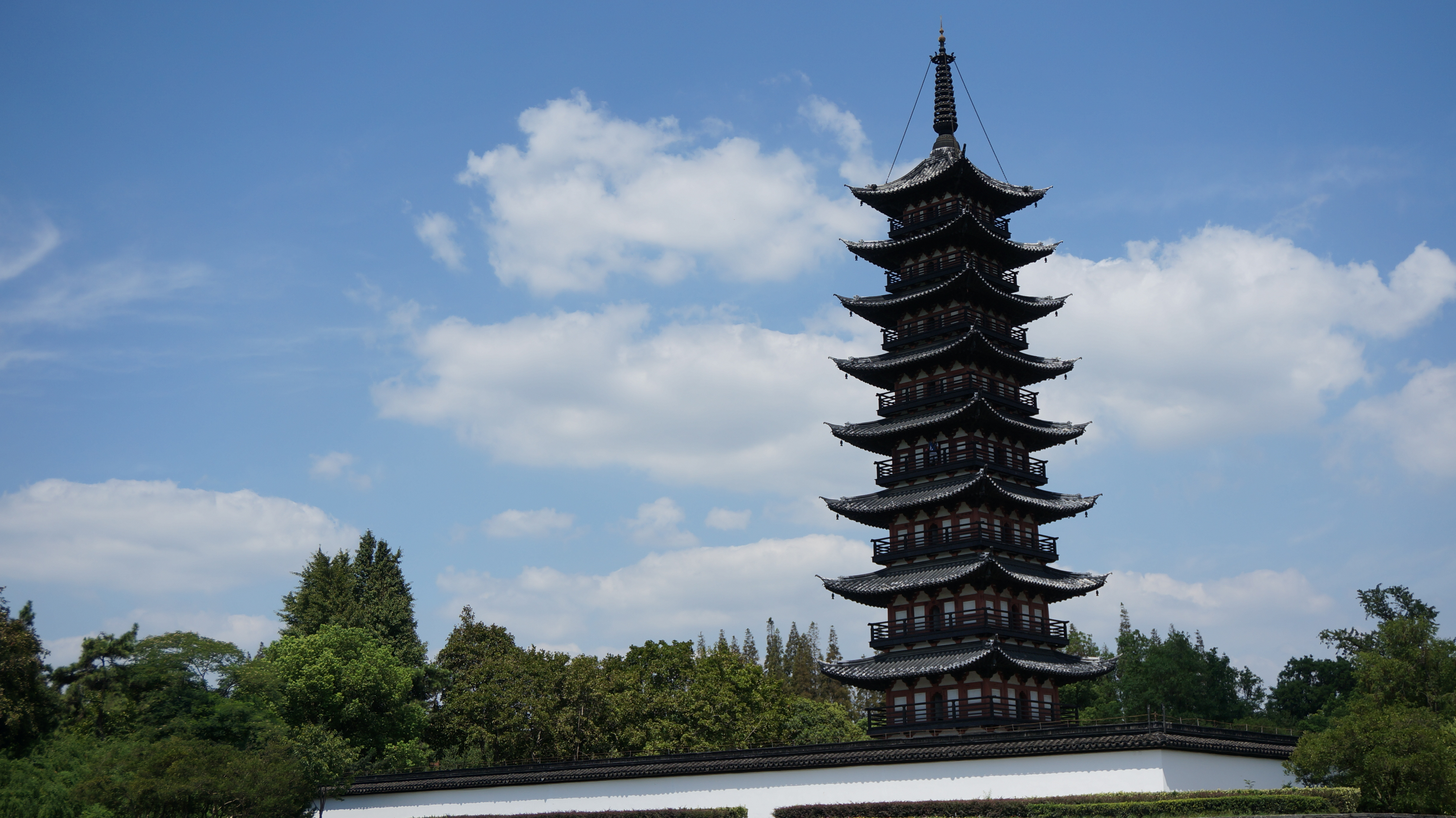
Songjiang Square Pagoda, ساخته شده در سده یازدهم
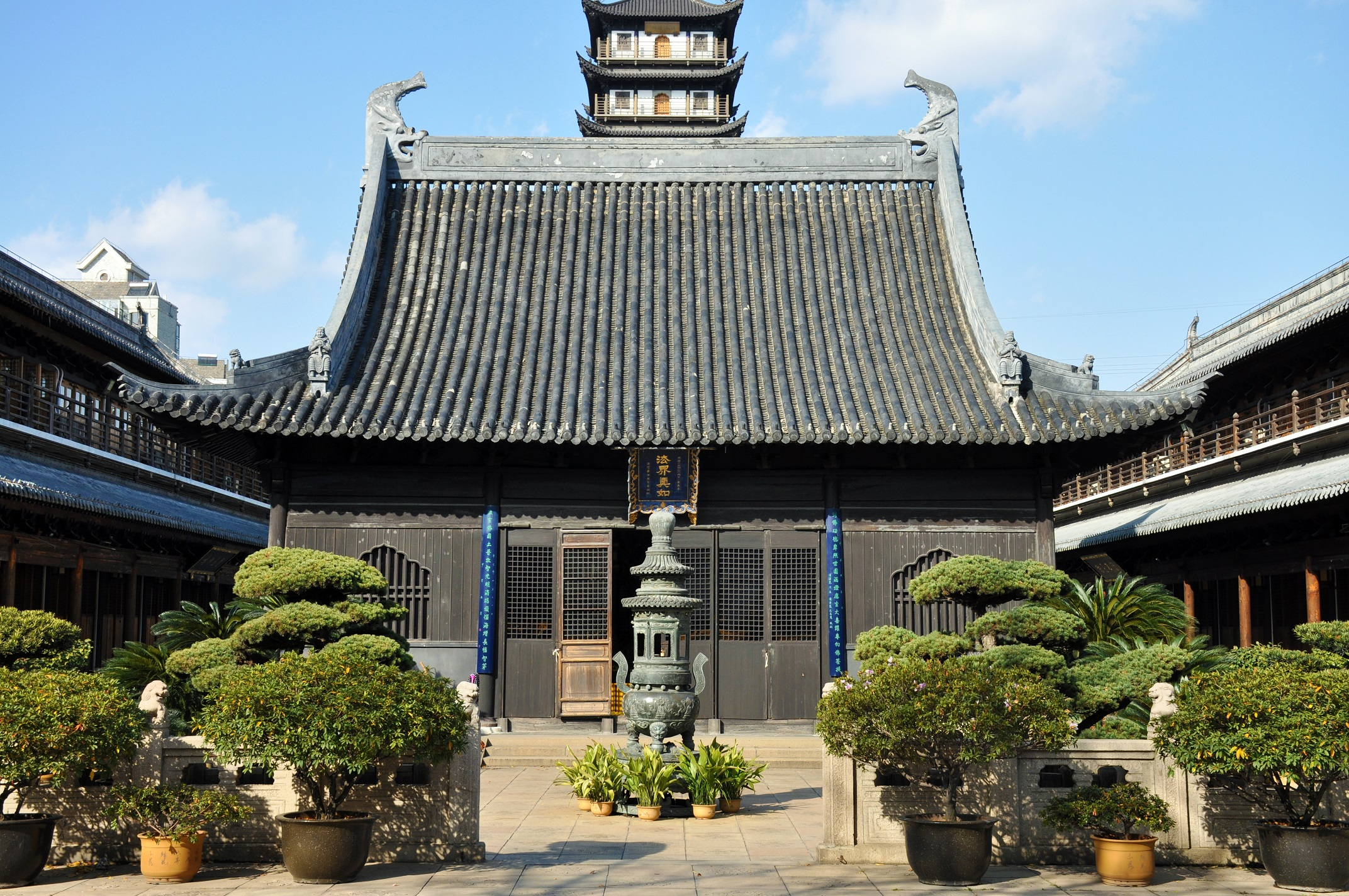
تالار ماهاویرا در معبد ژنرو، ساخته شده در ۱۳۲۰
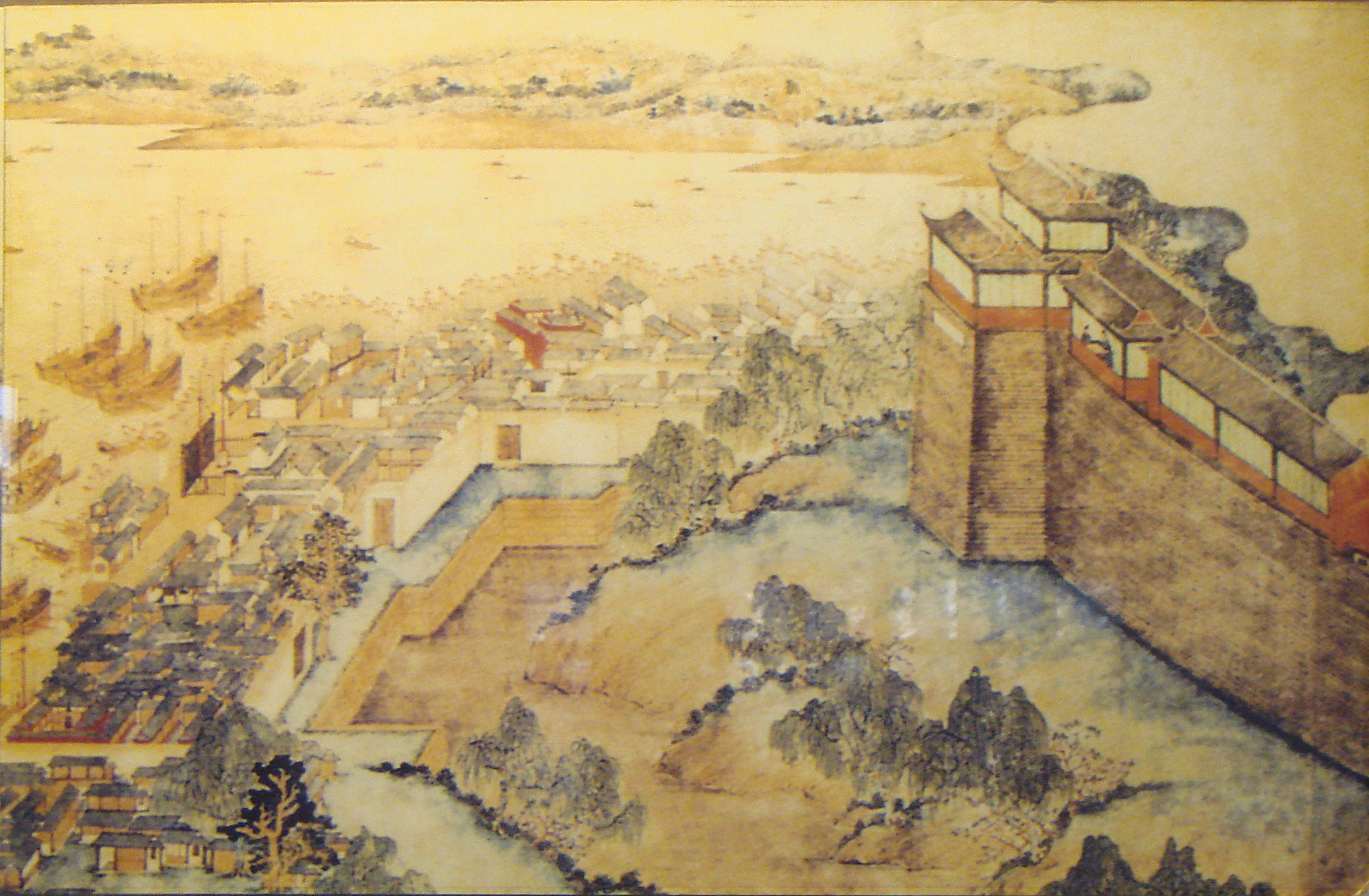
شهر قدیمی شانگهای با دیوارها و ساحل در سده هفدهم

نقشه‌ای از شانگهای در ۱۸۸۴؛ مناطق چینی به رنگ زرد، فرانسوی‌ها به رنگ قرمز، بریتانیایی‌ها به رنگ آبی، آمریکایی‌ها به رنگ نارنجی.

در سده نوزدهم، توجه بین‌المللی به شانگهای به‌دلیل اروپا و شناخت پتانسیل اقتصادی و تجاری آن در یانگ‌تسه افزایش یافت. در دوران جنگ نخست تریاک (۱۸۳۹–۱۸۴۲)، نیروهای بریتانیایی شهر را اشغال کردند. جنگ در سال ۱۸۴۲ با پیمان نانجینگ به پایان رسید که شانگهای را به یکی از پنج بندر پیمانی برای تجارت بین‌المللی تبدیل کرد. پیمان بگو، پیمان وانگ‌هیا، و پیمان وام‌پوا (که به ترتیب در سال‌های ۱۸۴۳، ۱۸۴۴ و ۱۸۴۴ امضا شدند) به چینی‌ها اجبار کردند که به خواسته‌های اروپایی‌ها و آمریکایی‌ها برای بازدید و تجارت در خاک چین تن دهند. بریتانیا، فرانسه و ایالات متحده آمریکا همگی حضوری خارج از شهر دیواری شانگهای داشتند که همچنان تحت اداره مستقیم چین قرار داشت.
شهر قدیمی شانگهای که تحت کنترل چین بود، در سال ۱۸۵۳ به دست شورشیان انجمن شمشیرهای کوچک سقوط کرد، اما کنترل شهر در فوریه ۱۸۵۵ توسط دولت چینگ مجدداً به دست آمد. در سال ۱۸۵۴، شورای شهرداری شانگهای برای مدیریت سکونتگاه‌های خارجی ایجاد شد. بین سال‌های ۱۸۶۰ و ۱۸۶۲، شورش تایپینگ دو بار به شانگهای حمله کرد و حومه‌های شرقی و جنوبی شهر را نابود کرد، اما نتوانست شهر را تصرف کند. در سال ۱۸۶۳، سکونتگاه بریتانیایی‌ها در جنوب کانال سوجو (شمال منطقه هوانگ‌پو) و سکونتگاه آمریکایی‌ها در شمال (جنوب منطقه هنگ‌کوی) به هم پیوستند تا سکونتگاه بین‌المللی شانگهای را تشکیل دهند. فرانسوی‌ها از شورای شهرداری شانگهای خارج شده و امتیاز خود را در جنوب و جنوب غربی شهر حفظ کردند.

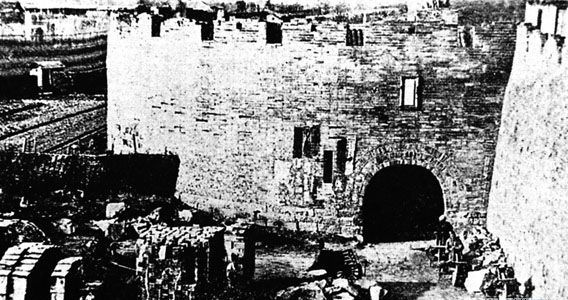
تخریب دیوارهای شهر قدیمی، ۱۹۱۲

نخستین جنگ چین و ژاپن با پیمان شیمونوسکی در ۱۸۹۵ به پایان رسید که ژاپن را به یکی دیگر از قدرت‌های خارجی در شانگهای تبدیل کرد. ژاپن اولین کارخانه‌ها را در شانگهای ساخت که به زودی توسط سایر قدرت‌های خارجی نیز کپی شد. تمام این فعالیت‌های بین‌المللی به شانگهای لقب «آتن بزرگ چین» را داد.

### دوران جمهوری
جمهوری چین (۱۹۴۹–۱۹۱۲) در سال ۱۹۱۲ تأسیس شد. همان سال، دیوارهای شهر قدیمی به‌دلیل ممانعت از گسترش شهر، تخریب شدند. در ژوئیه ۱۹۲۱، حزب کمونیست چین در امتیاز فرانسه در شانگهای تأسیس شد. در ۳۰ مه ۱۹۲۵، جنبش سی‌ام مه آغاز شد زمانی که یک کارگر در یک کارخانه نخ متعلق به ژاپنی‌ها توسط یک سرکارگر ژاپنی تیر خورده و کشته شد. کارگران در شهر سپس اعتصاب سراسری علیه امپریالیسم راه انداختند که به اعتراضات سراسری تبدیل شد و منجر به ظهور ملی‌گرایی چینی گردید.
عصر طلایی شانگهای با ارتقای آن به وضعیت شهرداری آغاز شد، پس از آنکه این شهر در ۷ ژوئیه ۱۹۲۷ از جیانگسو جدا شد. این شهرداری جدید چین مساحتی به وسعت ۴۹۴٫۶۹ کیلومتر مربع (۱۹۱٫۰ مایل مربع) را در بر می‌گرفت، شامل نواحی مدرن منطقه باوشان، منطقه یانگ‌پو، ژابئی، نان‌شی و منطقه پودونگ، اما مناطق امتیازی خارجی را شامل نمی‌شد. این حکومت شهری جدید تحت رهبری یک شهردار چینی و شورای شهری، اولین وظیفه خود—طرح شانگهای بزرگ—را داشت که ایجاد یک مرکز جدید شهری در شهر جیانگوان از منطقه یانگ‌پو، خارج از مرزهای مناطق امتیازی خارجی بود. این طرح شامل یک موزه عمومی، کتابخانه، استادیوم ورزشی و تالار شهر بود که پیش از اینکه توسط حمله ژاپنی‌ها مختل شود، بخشی از آن‌ها ساخته شد. در دهه ۱۹۲۰، shidaiqu به یک فرم جدید سرگرمی تبدیل شد و در شانگهای محبوب شد.
شهر شکوفا شد و در دهه ۱۹۳۰ به یکی از مراکز تجاری و مالی اصلی منطقه آسیا-اقیانوسیه تبدیل شد. در دهه‌های بعد، شهروندان بسیاری از کشورهای مختلف و تمام قاره‌ها به شانگهای آمدند تا زندگی کنند و کار کنند؛ کسانی که برای مدت‌های طولانی—برخی برای نسل‌ها—اقامت داشتند، خود را «شانگه‌ای‌لندر» نامیدند. در دهه‌های ۱۹۲۰ و ۱۹۳۰، تقریباً ۲۰٬۰۰۰ جنبش سفید از اتحاد جماهیر شوروی تازه تأسیس به شانگهای فرار کردند. این روس‌های شانگهای دومین جامعه بزرگ خارجی را تشکیل دادند. تا سال ۱۹۳۲، شانگهای به پنجمین شهر بزرگ جهان تبدیل شد و محل زندگی ۷۰٬۰۰۰ خارجی بود. در دهه ۱۹۳۰، حدود ۳۰٬۰۰۰ پناهنده یهودی از اروپا به این شهر رسیدند.

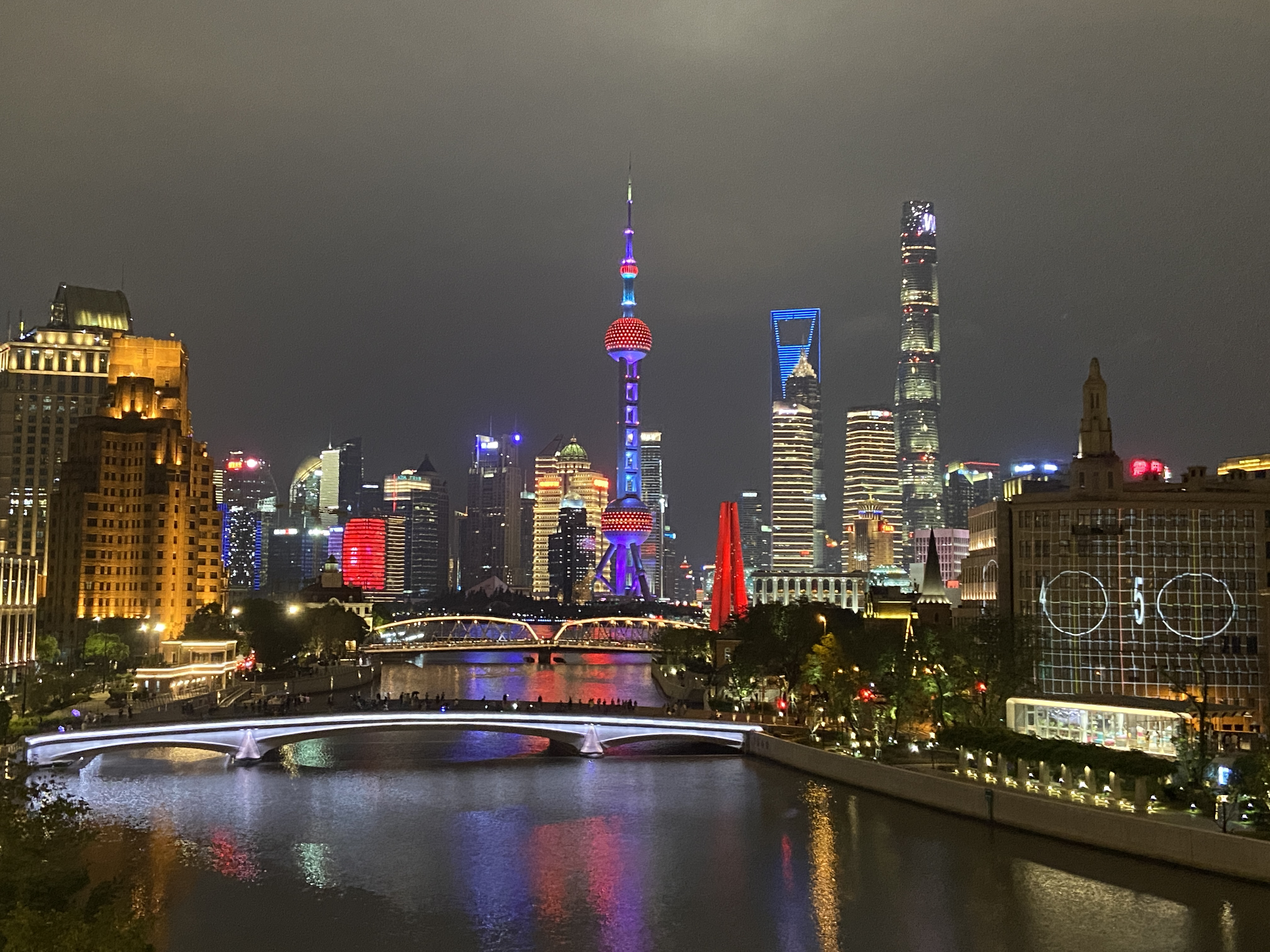
منظر افق شانگهای پودونگ در شب، سپتامبر ۲۰۲۱
- شانگهای، فیلم‌برداری شده در سال ۱۹۳۷
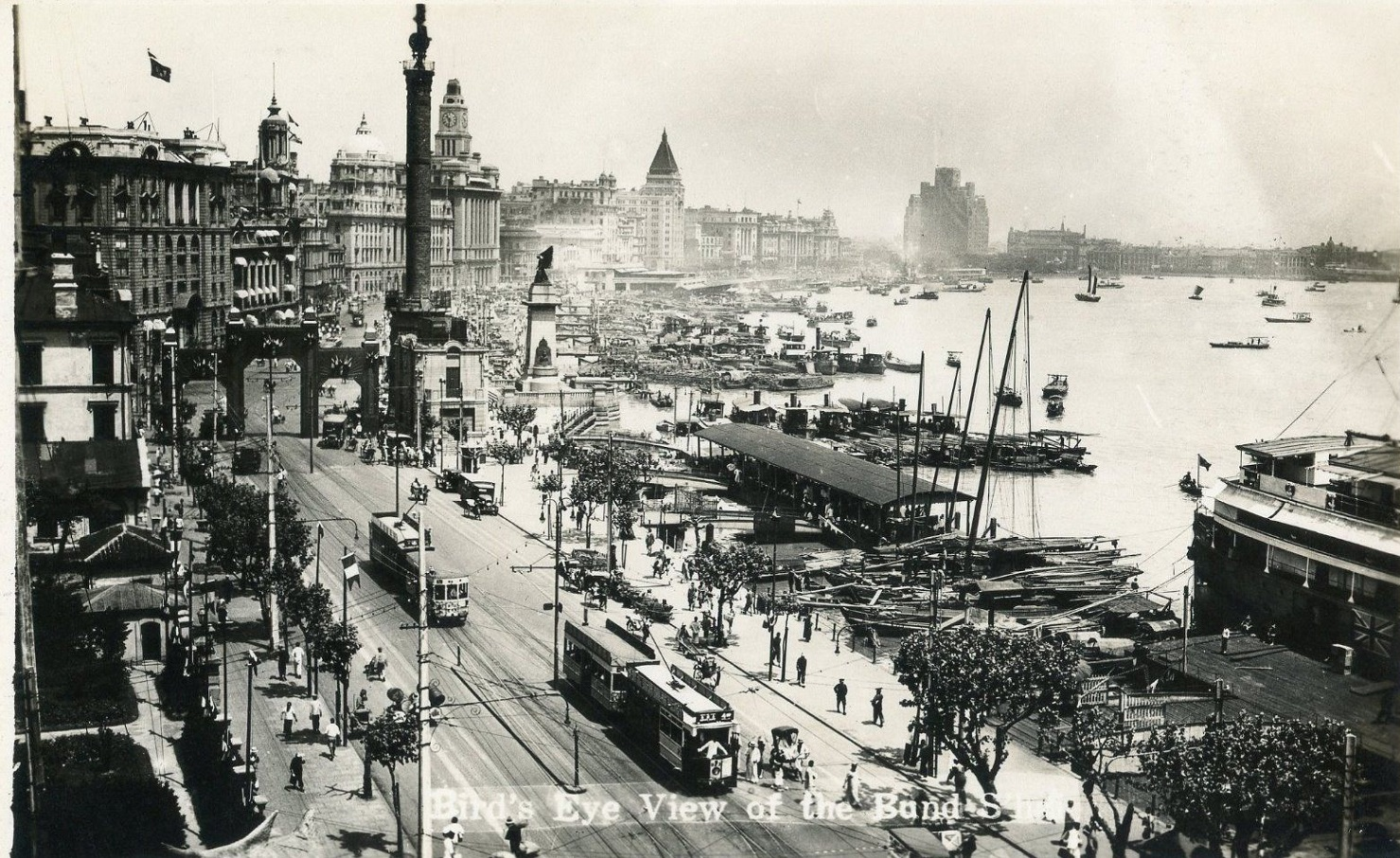
باند (شانگهای) در اواخر دهه ۱۹۲۰ که از امتیاز فرانسه دیده می‌شود
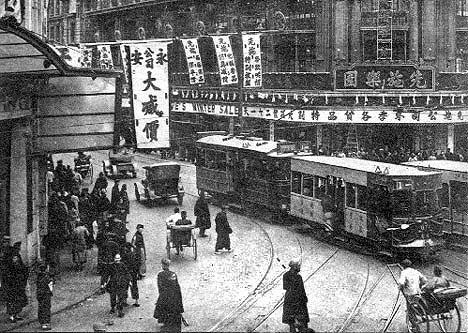
خیابان نانجینگ (که امروزه خیابان شرقی نانجینگ) در دهه ۱۹۳۰
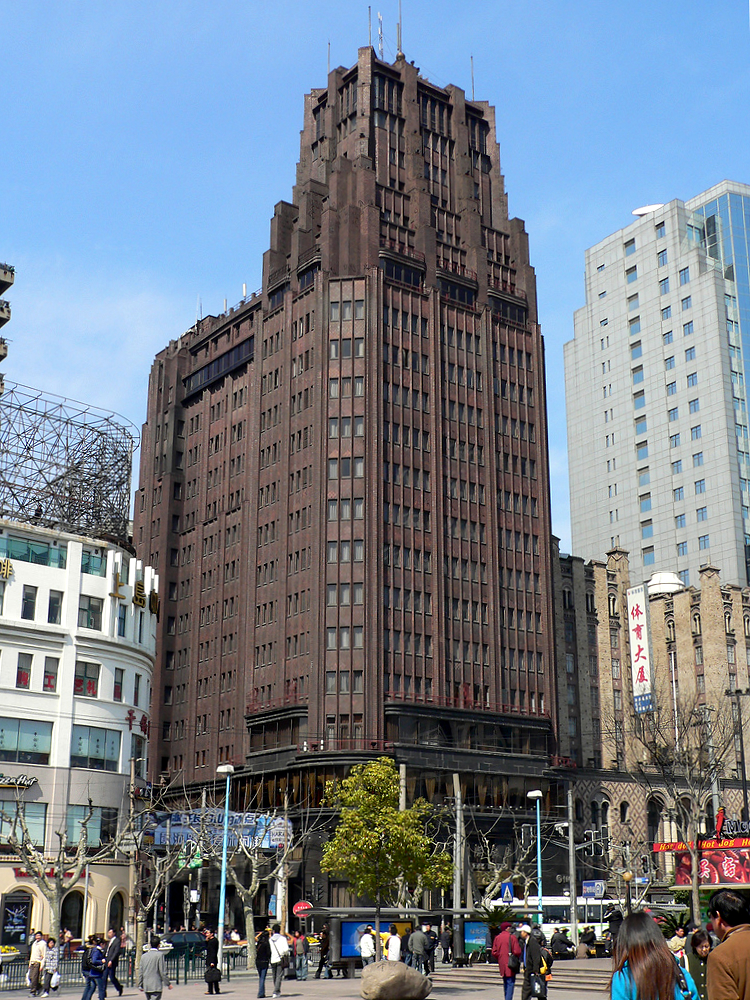
هتل پارک شانگهای
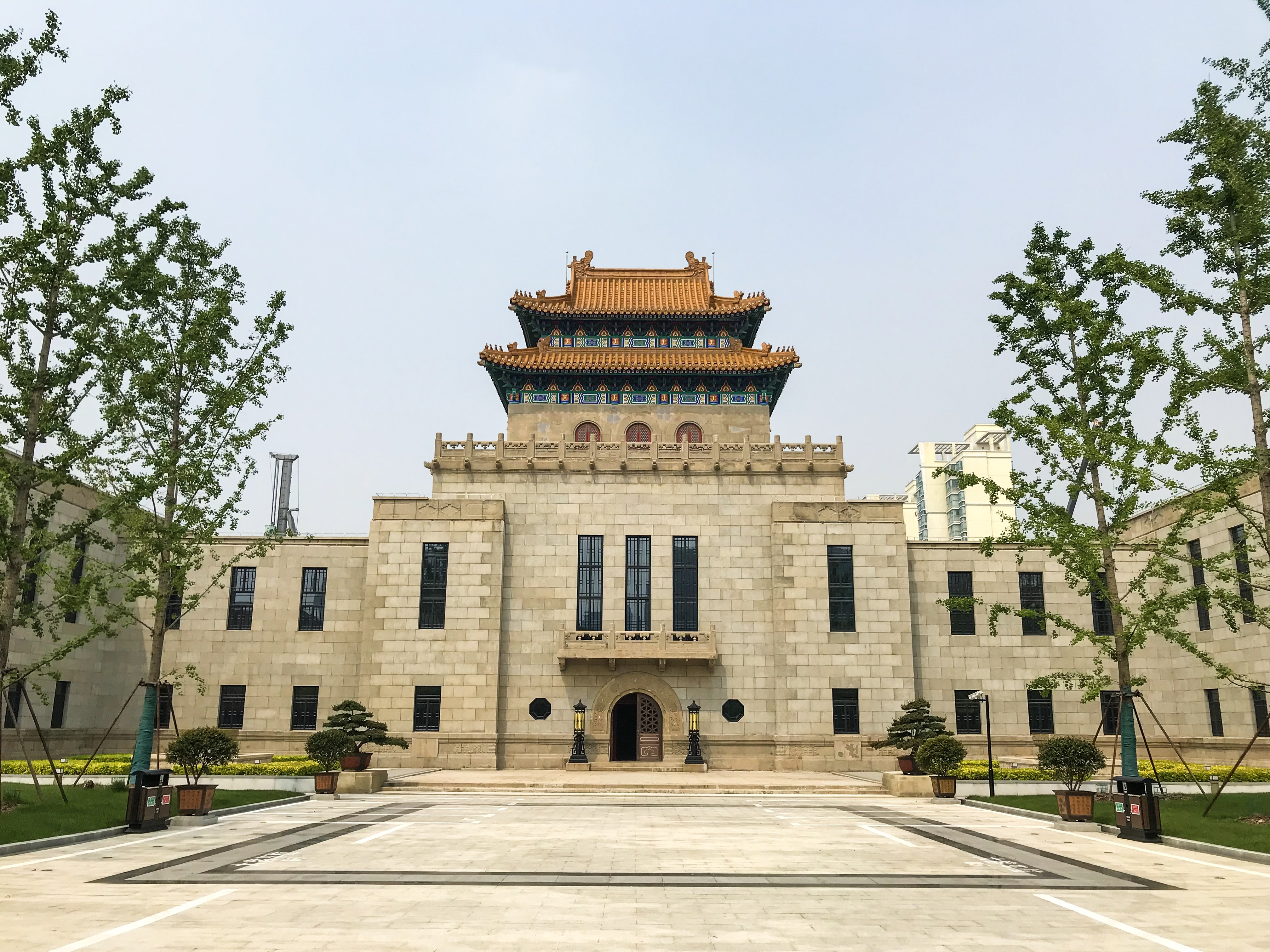
کتابخانه پیشین شانگهای
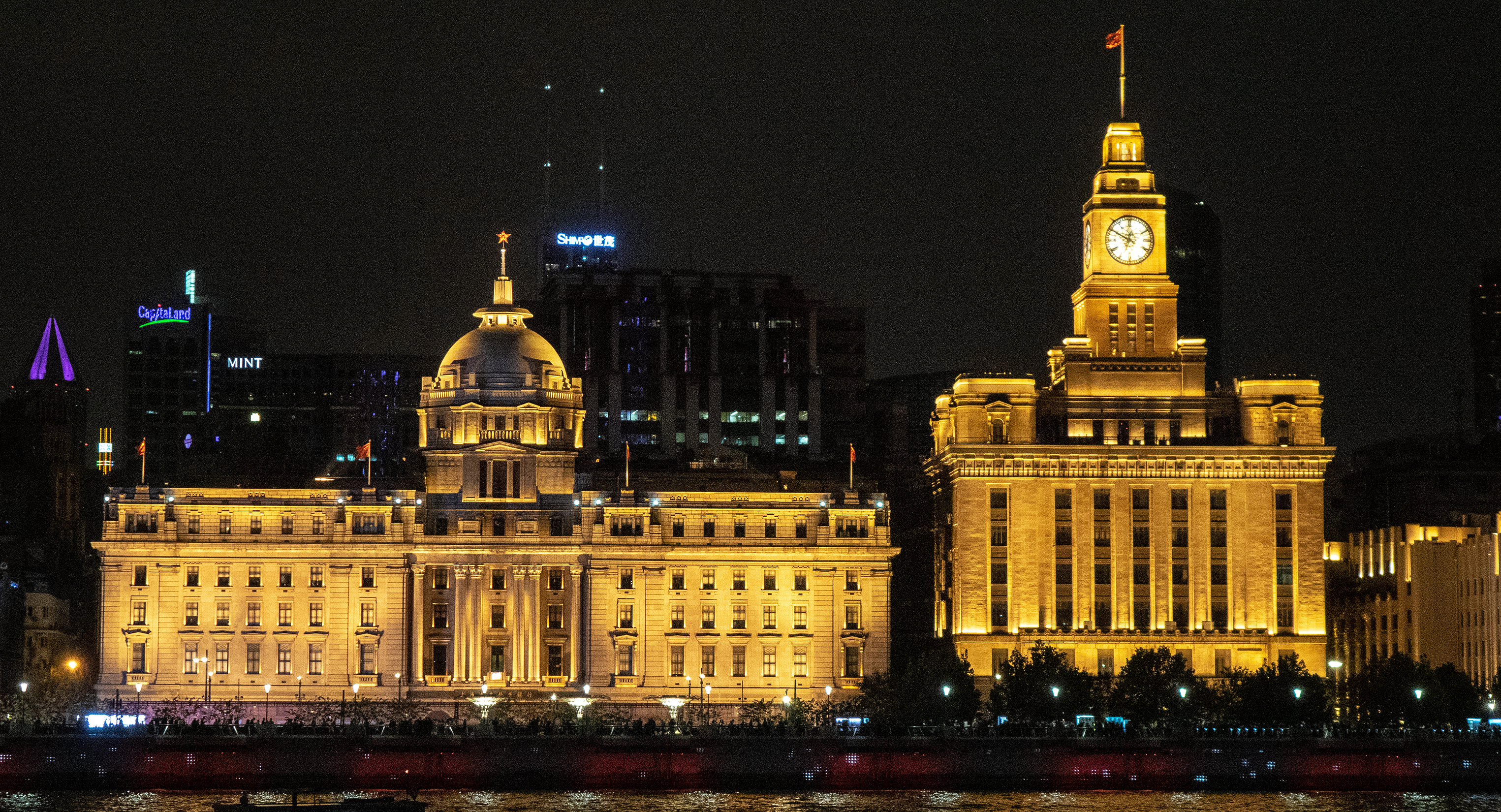
ساختمان HSBC، ساخته شده در سال ۱۹۲۳، و ساختمان گمرک، ساخته شده در سال ۱۹۲۷

#### تهاجم ژاپن

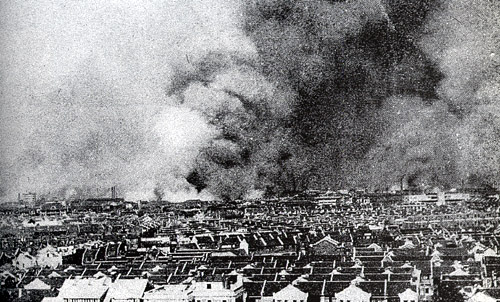
منطقه ژابئی درحال سوختن، ۱۹۳۷

در رویداد ۲۸ ژانویه، نیروهای نظامی ژاپن به شانگهای حمله کردند در حالی که چینی‌ها مقاومت کردند. بیش از ۱۰٬۰۰۰ فروشگاه و صدها کارخانه و ساختمان عمومی تخریب شدند و منطقه ژابئی ویران گردید. حدود ۱۸٬۰۰۰ غیرنظامی یا کشته، مجروح یا مفقود شدند. آتش‌بس در ۵ مه به توافق رسید. در سال ۱۹۳۷، نبرد شانگهای منجر به اشغال بخش‌های اداره‌شده توسط چین در شانگهای خارج از مناطق بین‌المللی و امتیاز فرانسوی شد. افرادی که در شهر اشغال‌شده ماندند، روزانه با گرسنگی، سرکوب یا مرگ مواجه شدند. در نهایت، کنسشن‌های خارجی در ۸ دسامبر ۱۹۴۱ توسط ژاپنی‌ها اشغال شدند و تا تسلیم ژاپن در ۱۹۴۵ تحت اشغال باقی ماندند؛ در این مدت جنایات جنگی زیادی توسط ژاپنی‌ها انجام شد.
یکی از پیامدهای تهاجم ژاپن به شانگهای گتوی شانگهای بود. کنسول ژاپن در کاوناس، لیتوانی، چیئونه سوگیهارا هزاران ویزا برای پناهندگان یهودی که از راه حل نهایی نازی‌ها فرار می‌کردند، صادر کرد. آنها از کداینیای، لیتوانی با قطار از روسیه عبور کرده و به ولادی‌وستوک رسیدند و سپس با کشتی به کوبه سفر کردند. اقامت آنها در کوبه کوتاه بود زیرا دولت ژاپن آنها را تا نوامبر ۱۹۴۱ به شانگهای منتقل کرد. دیگر پناهندگان یهودی از اروپا که از طریق سوگیهارا به شانگهای نیامده بودند، از کشتی‌ها به شانگهای وارد شدند. پناهندگان یهودی در گتوی شانگهای در منطقه هونگکو در شرایط سختی نگهداری شدند و پس از حمله ژاپن به پرل هاربر، حتی یهودیان عراقی که از قبل در شانگهای زندگی می‌کردند نیز زندانی شدند. در میان پناهندگان در گتوی شانگهای، میر یشیوا با دانش‌آموزان و استادان آن وجود داشت. در ۳ سپتامبر ۱۹۴۵، ارتش چین گتو را آزاد کرد و بیشتر یهودیان طی چند سال بعدی از آنجا رفتند.

### دوران جمهوری خلق
در ۲۷ مه ۱۹۴۹، ارتش آزادی‌بخش خلق شانگهای را از طریق نبرد شانگهای به تصرف درآورد. تحت جمهوری جدید چین (PRC)، شانگهای یکی از تنها سه شهری بود که به استان‌های همسایه ادغام نشد (دوتای دیگر پکن و تیانجین بودند). بیشتر شرکت‌های خارجی دفاتر خود را از شانگهای به هنگ کنگ منتقل کردند، به عنوان بخشی از فروش خارجی به‌دلیل پیروزی جمهوری خلق چین.

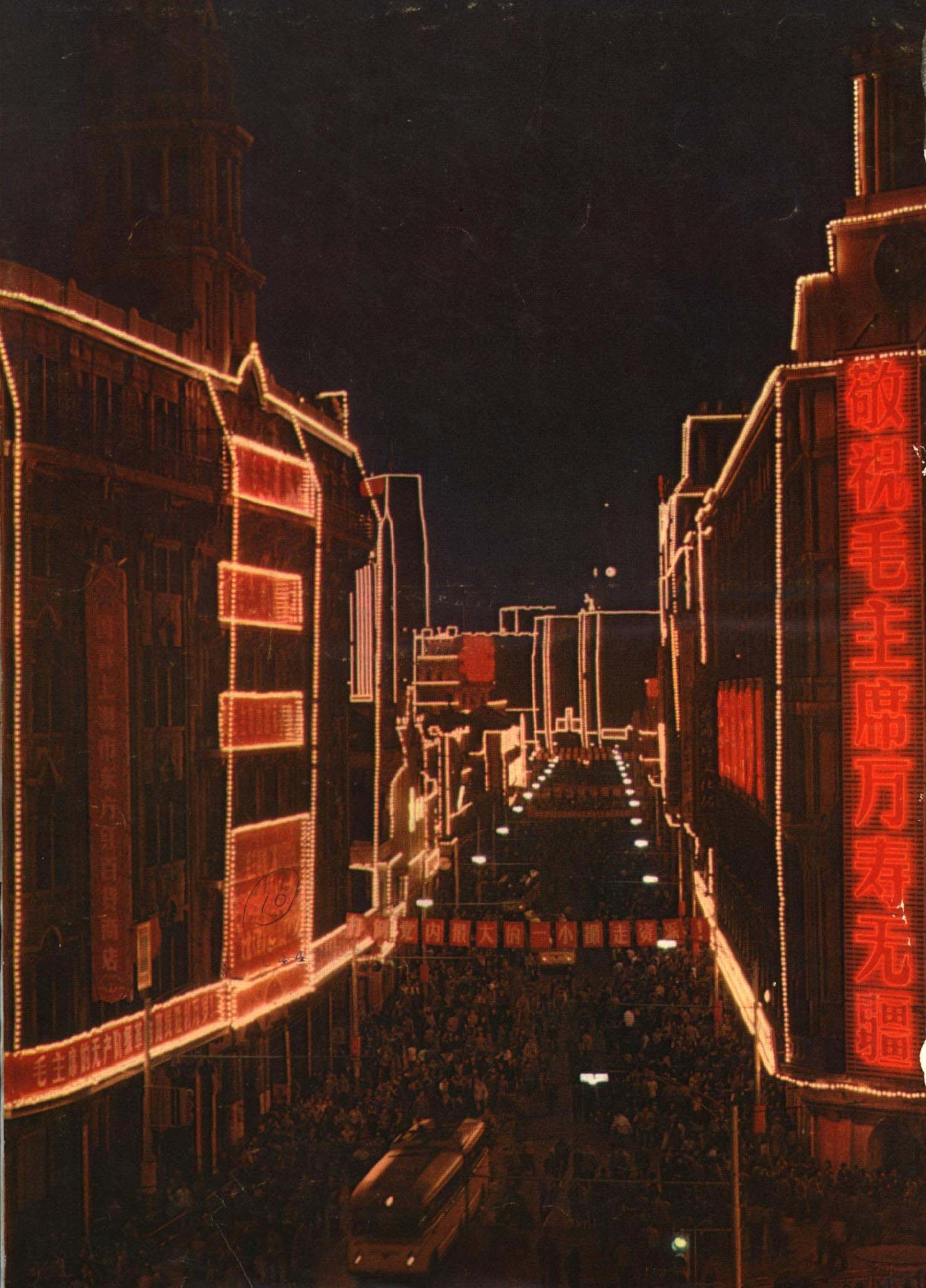
Nanjing Road, ۱۹۶۷، در دوره انقلاب فرهنگی چین

پس از جنگ، اقتصاد شانگهای بازسازی شد—از ۱۹۴۹ تا ۱۹۵۲، تولید کشاورزی و صنعتی شهر به ترتیب ۵۱٫۵٪ و ۹۴٫۲٪ افزایش یافت. در آن زمان، ۲۰ منطقه شهری و ۱۰ حومه وجود داشت. در ۱۷ ژانویه ۱۹۵۸، منطقه جیادینگ، باوشان و شهرستان شانگهای در جیانگسو به شهرداری شانگهای پیوستند و این شهر به ۸۶۳ کیلومتر مربع (۳۳۳٫۲ مایل مربع) گسترش یافت. در دسامبر همان سال، مساحت شهری شانگهای به ۵٬۹۱۰ کیلومتر مربع (۲٬۲۸۱٫۹ مایل مربع) افزایش یافت بعد از اضافه شدن مناطق حومه‌ای بیشتر در جیانگسو: منطقه چونگمینگ، بخش جینشان، منطقه چینگپو، فنگ‌شیان، چوان‌شا و نانهویی. در ۱۹۶۴، تقسیم‌بندی اداری شهر به ۱۰ منطقه شهری و ۱۰ شهرستان تغییر یافت.
به عنوان مرکز صنعتی چین با ماهرترین کارگران صنعتی، شانگهای در دهه‌های ۱۹۵۰ و ۱۹۶۰ به مرکزی برای چپ (گرایش سیاسی) رادیکال تبدیل شد. جیانگ چینگ چپ‌گرای رادیکال و سه متحدش، که با هم دسته چهار نفره را تشکیل دادند، در این شهر مستقر بودند. در طی انقلاب فرهنگی چین (۱۹۶۶–۱۹۷۶)، جامعه شانگهای به شدت آسیب دید. اکثریت کارکنان شعبه شانگهای بانک خلق چین سرخ‌پوشان بودند و گروهی به نام ستاد ارتباطات ضد اقتصاد در داخل شعبه تشکیل دادند.: 38  ستاد ارتباطات ضد اقتصاد سازمان‌های اقتصادی در شانگهای را برچید، برداشت‌های بانکی را بررسی کرد و خدمات بانکی منظم در شهر را مختل کرد.: 38  کمون شانگهای در شهر در طی طوفان ژانویه ۱۹۶۷ تأسیس شد. علی‌رغم اختلالات انقلاب فرهنگی، شانگهای تولید اقتصادی را با نرخ رشد سالانه مثبت حفظ کرد.
در طول کمپین جبهه سوم برای توسعه صنعت پایه و صنعت سنگین در مناطق داخلی چین به منظور مقابله با حمله احتمالی اتحاد جماهیر شوروی یا ایالات متحده، ۳۵۴٬۹۰۰ نفر از اهالی شانگهای برای کار در پروژه‌های جبهه سوم فرستاده شدند.: xvi  نقطه کانونی پروژه جبهه سوم کوچک شانگهای، «پایگاه عقب‌نشینی» در استان آن‌هویی بود که به عنوان «پایگاه چندمنظوره تولید تسلیحات ضدهوایی و ضد تانک» عمل می‌کرد.: xvi 
از سال ۱۹۴۹، شانگهای به‌طور نسبتاً سنگینی به تأمین درآمد مالیاتی برای دولت مرکزی کمک کرده است؛ در سال ۱۹۸۳، سهم شهر از درآمد مالیاتی بیشتر از سرمایه‌گذاری‌ای بود که در ۳۳ سال گذشته دریافت کرده بود. اهمیت آن برای رفاه مالی دولت مرکزی همچنین مانع از اصلاحات اقتصادی چین که از سال ۱۹۷۸ آغاز شد، گردید.
در سال ۱۹۹۰، دنگ شیائوپینگ اجازه داد که شانگهای اصلاحات اقتصادی را آغاز کند، که باعث ورود سرمایه خارجی به شهر و توسعه منطقه پودونگ شد و منجر به شکل‌گیری لوجیازویی گردید. در همان سال، دولت مرکزی چین شانگهای را به عنوان «سر دراز» اصلاحات اقتصادی چین معرفی کرد. از سال ۲۰۲۰، شانگهای به عنوان یک شهر آلفا+ توسط شبکه تحقیقاتی جهانی شدن و شهرهای جهان طبقه‌بندی شده است، که آن را به یکی از ۱۰ شهر مهم جهان تبدیل کرده است.
در اوایل سال ۲۰۲۲، شانگهای با شیوع گسترده‌ای از موارد کووید ۱۹ مواجه شد. پس از اینکه قرنطینه‌های محلی نتوانستند شیوع بیماری را مهار کنند، دولت چین در ۵ آوریل تصمیم به قرنطینه کامل شهر گرفت. این امر باعث شد کمبود مواد غذایی گسترده‌ای در شهر به وجود آید، زیرا زنجیره‌های تأمین مواد غذایی به شدت تحت تأثیر اقدامات قرنطینه‌ای دولت قرار گرفتند که تا ۱ ژوئن ادامه داشت.

## منظر شهری

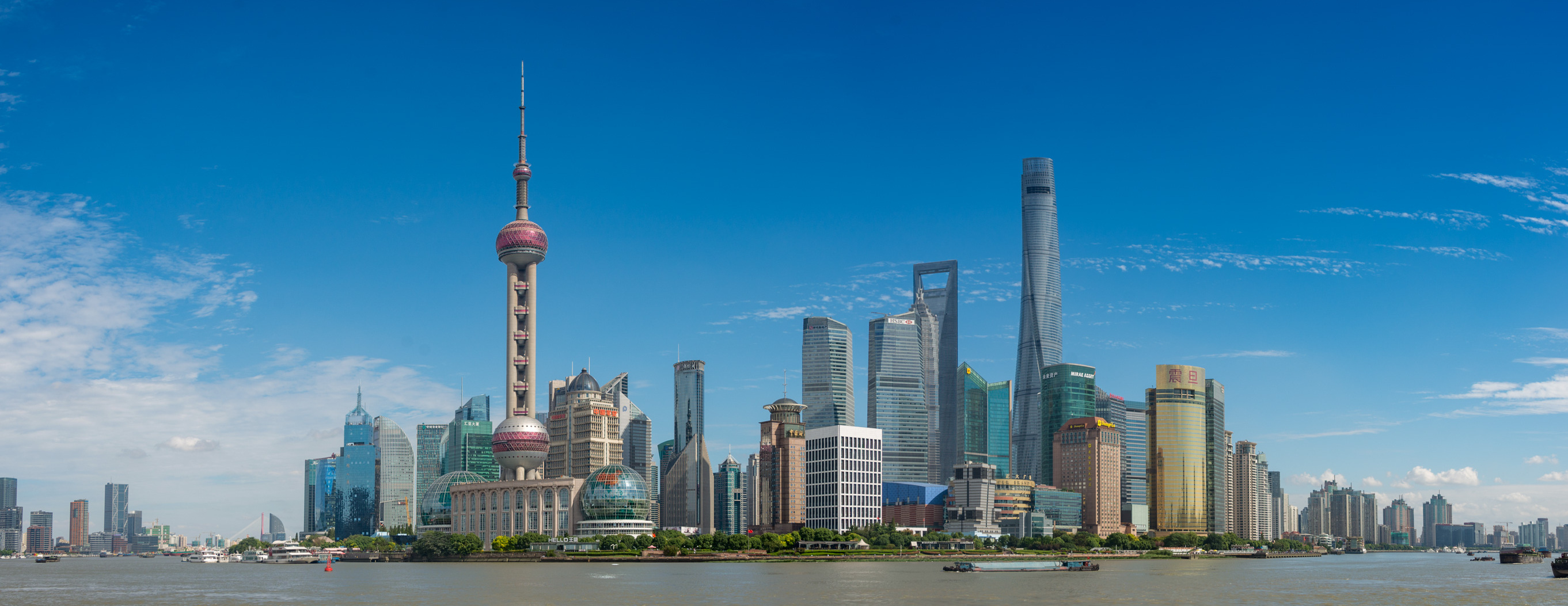
نمایی از لوجیازویی از بندر در طول روز
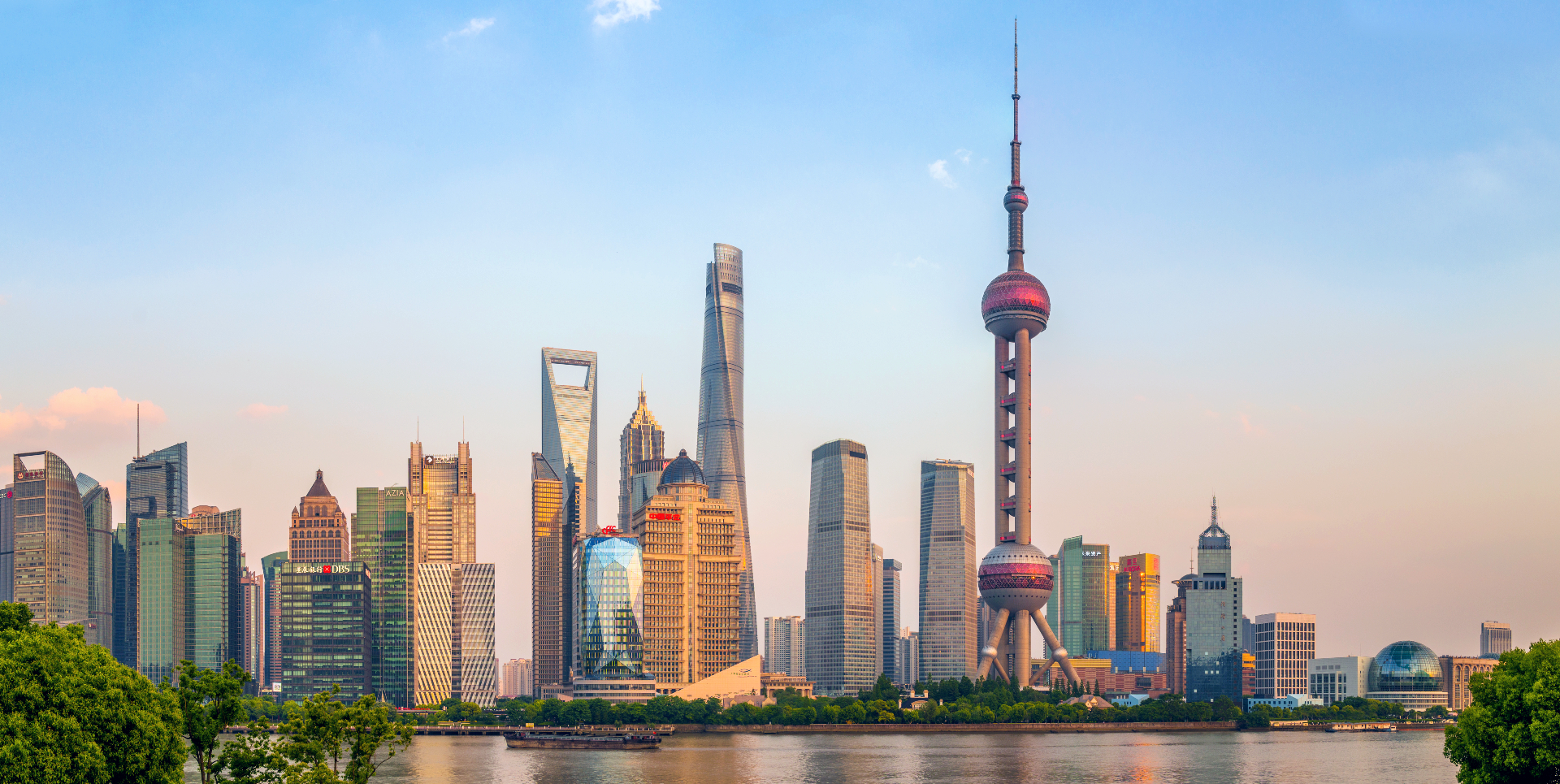
نمایی از پودونگ از منطقه هونگ‌کو
نمای شب از لوجیازویی در منطقه پودونگ

باند، که در کنار رودخانه هوانگپو واقع شده است، منزلگاه ردیفی از سازه‌های معماری اوایل سده بیستم است که سبک‌های مختلفی از معماری نئوکلاسیک مانند ساختمان بانک اچ‌اس‌بی‌سی تا آرت دکو خانه ساسون (که اکنون بخشی از هتل پیس) را در بر می‌گیرد. بسیاری از مناطق در امتیازات خارجی سابق نیز به‌خوبی حفظ شده‌اند که معروف‌ترین آن‌ها امتیاز فرانسه است. شانگهای همچنین محل بسیاری از ساختمان‌های معماری خاص و حتی عجیب و غریب است، ازجمله موزه شانگهای، تئاتر بزرگ شانگهای، مرکز هنر خاور و برج مروارید خاور. با وجود توسعه سریع، شهر قدیمی هنوز برخی از معماری‌ها و طراحی‌های سنتی خود را حفظ کرده است، مانند باغ یو، یک باغ به سبک جیانگنان پیچیده.
به‌دلیل رونق ساخت‌وساز در دهه‌های ۱۹۲۰ و ۱۹۳۰، شانگهای یکی از بیشترین تعداد ساختمان‌های آرت دکو در جهان را دارد. یکی از معروف‌ترین معماران کار در شانگهای لاسلو هودیتس، یک مجارهای اسلواکی بود که بین سال‌های ۱۹۱۸ تا ۱۹۴۷ در این شهر زندگی می‌کرد. یکی از مشهورترین ساختمان‌های آرت دکو او شامل هتل پارک، سینمای بزرگ و پارامونت است. معماران برجسته دیگر که در طراحی سبک آرت دکو نقش داشتند عبارتند از کلمانت پالمر و آرتور ترنر که با هم هتل Peace Hotel, هتل متروپول و خانه‌های ویلایی برادوی را طراحی کردند؛ و معمار اتریشی سی.اچ. گوندا که تئاتر کاپیتول را طراحی کرد. بندر شانگهای چندین بار احیا شده است. اولین بار در سال ۱۹۸۶، با طراحی بلوار ساحلی توسط معمار هلندی پائولوس اسنورن. بار دوم قبل از اکسپو ۲۰۱۰ بود که شامل بازسازی پل وایبادو و تنظیم مجدد جریان ترافیک بود.

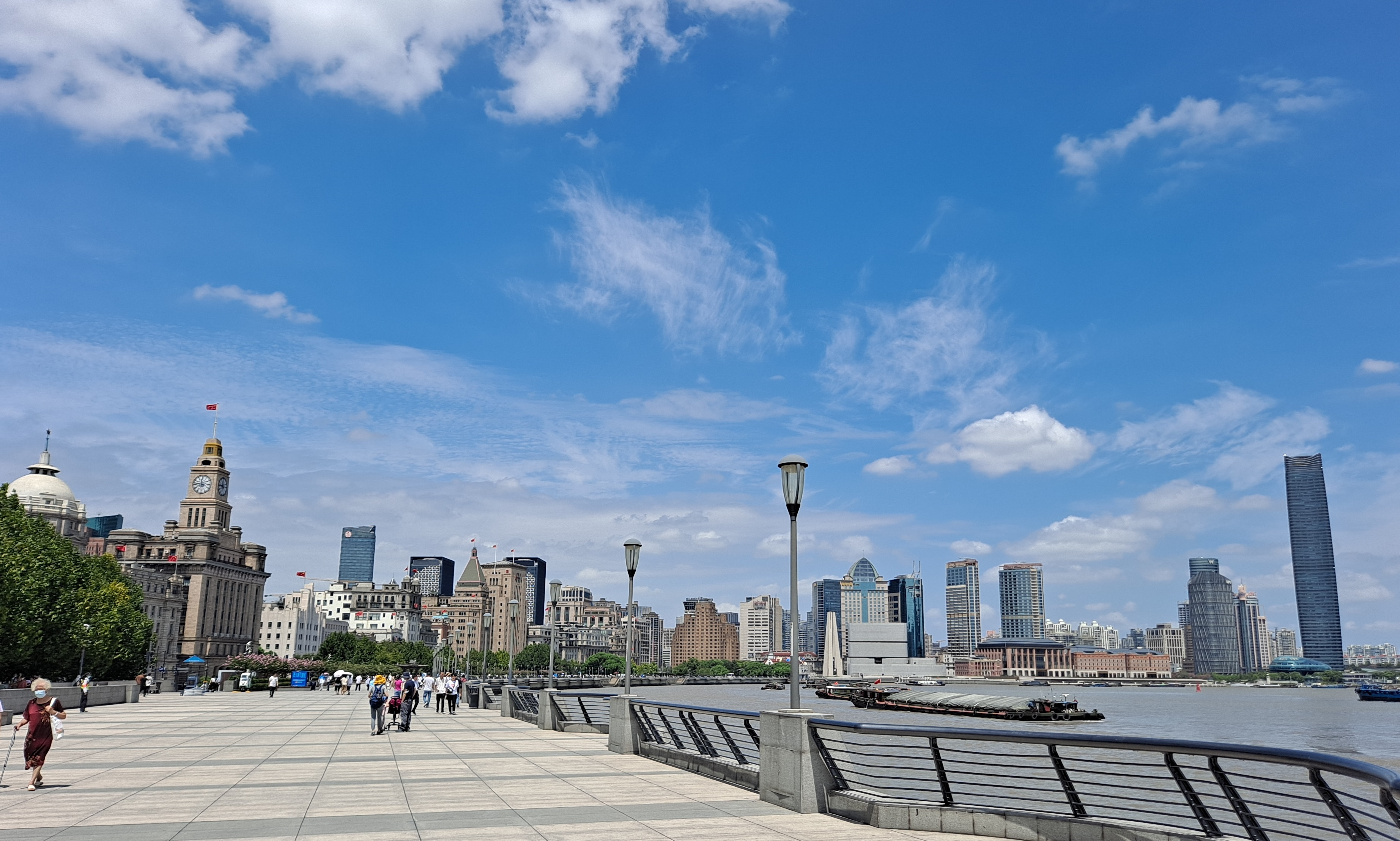
باند (شانگهای)

یک عنصر فرهنگی متمایز، اقامتگاه شیکومِن (石库门, "دروازه سنگی") است، که معمولاً خانه‌های دو یا سه طبقه آجری خاکی هستند و حیاط جلویی آنها توسط یک درب چوبی سنگین در یک طاق سنگی محافظت می‌شود. هر اقامتگاه به‌طور متصل و در کوچه‌های مستقیمی به نام لونگتانگ (弄堂) مرتب شده است. خانه شبیه به خانه‌های تراس یا خانه شهری غربی است، اما با دیوار بلند و سنگین آجری و طاق در جلوی هر خانه متمایز می‌شود.
شیکومِن ترکیبی فرهنگی از عناصر معماری غربی با معماری سنتی جیانگنان چین و رفتار اجتماعی است. مانند تقریباً همه اقامتگاه‌های سنتی چینی، این خانه‌ها دارای حیاط هستند که سر و صدای بیرون را کاهش می‌دهد. گیاهان می‌توانند در حیاط رشد کنند و همچنین می‌تواند نور خورشید و تهویه را به اتاق‌ها وارد کند.

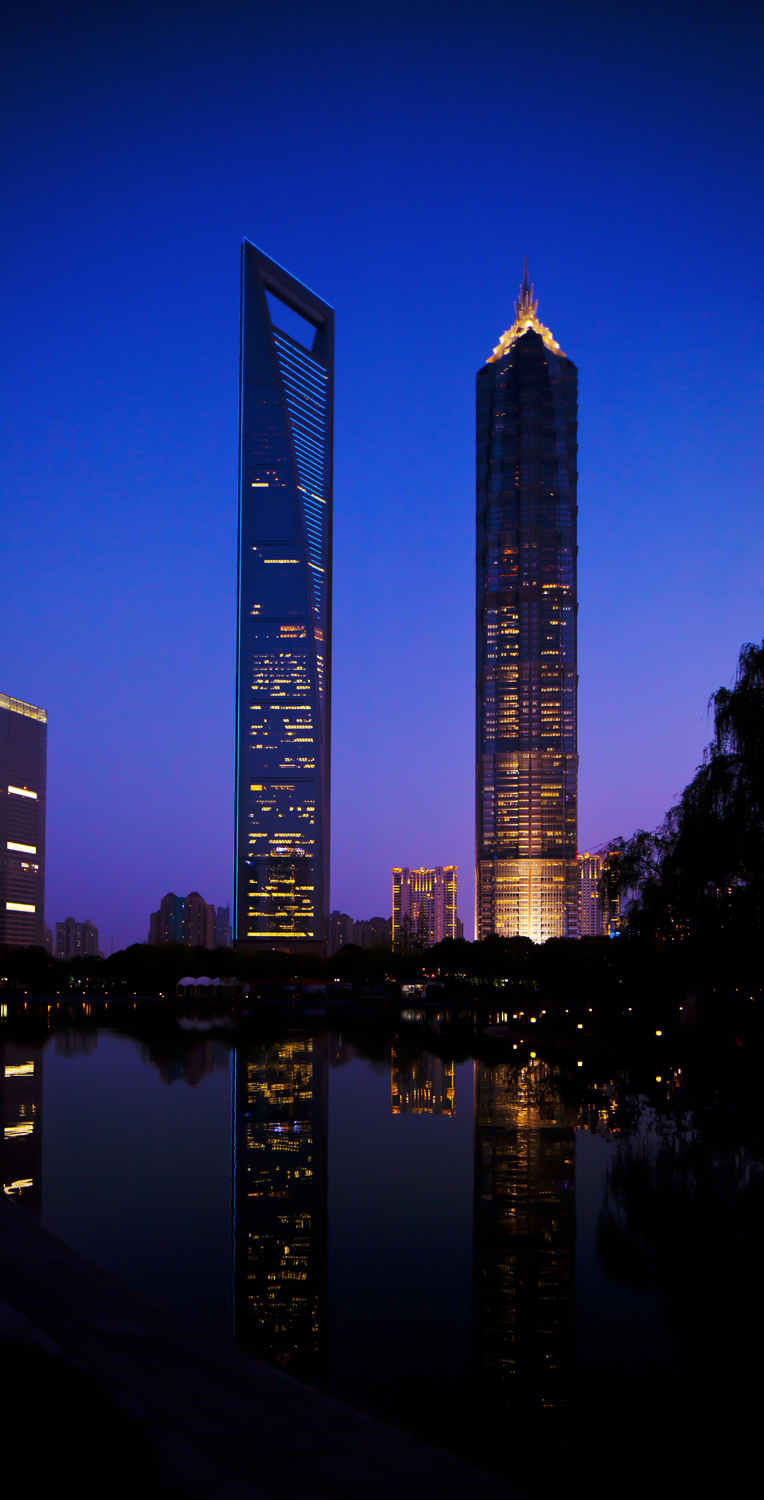
مرکز مالی جهانی شانگهای (چپ) و برج جین مائو (راست)

برخی از ساختمان‌های شانگهای ویژگی‌های معماری نئوکلاسیک اتحاد جماهیر شوروی یا معماری استالینیستی دارند، اگرچه این شهر چنین ساختمان‌هایی کمتر از پکن دارد. این ساختمان‌ها عمدتاً بین تأسیس چین در ۱۹۴۹ و شکاف چینی-شوروی در اواخر دهه ۱۹۶۰ ساخته شدند. در این دوره زمانی، تعداد زیادی از کارشناسان شوروی، ازجمله معماران، به چین آمدند تا به کشور در ساخت یک دولت کمونیستی کمک کنند. یک نمونه از معماری نئوکلاسیک شوروی در شانگهای، مرکز نمایشگاهی شانگهای است.
شانگهای—به‌ویژه لوجیازویی—دارای آسمان‌خراش‌های فراوان است، که آن را به پنجمین فهرست شهرهای با بیشترین آسمان‌خراش‌ها تبدیل کرده است. از برجسته‌ترین نمونه‌ها می‌توان به برج جین مائو با ارتفاع ۴۲۱ متر (۱٬۳۸۱ فوت)، مرکز مالی جهانی شانگهای با ارتفاع ۴۹۲ متر (۱٬۶۱۴ فوت)، و برج شانگهای با ارتفاع ۶۳۲ متر (۲٬۰۷۳ فوت) اشاره کرد که بلندترین ساختمان چین و فهرست بلندترین ساختمان‌ها است. این برج که در سال ۲۰۱۵ تکمیل شد، به شکل نه بخش پیچیده که بر روی هم قرار گرفته‌اند و در مجموع ۱۲۸ طبقه دارند، طراحی شده است. این برج با طراحی نماهای دو پوسته خود که نیاز به غیر شفاف کردن هیچ‌کدام از لایه‌ها برای انعکاس ندارد، به کاهش جذب حرارت کمک کرده است. برج مروارید خاور با ارتفاع ۴۶۸ متر (۱٬۵۳۵ فوت) که به‌طور شبانه‌روزی در نزدیکی نوک شمالی لوجیازویی واقع شده، ظاهر آینده‌گرایانه‌ای دارد. آسمان‌خراش‌هایی خارج از لوجیازویی شامل White Magnolia Plaza در هونگکو، شیماو اینترنشنال پلازا در هوانگپو، و Shanghai Wheelock Square در جینگ‌آن هستند.

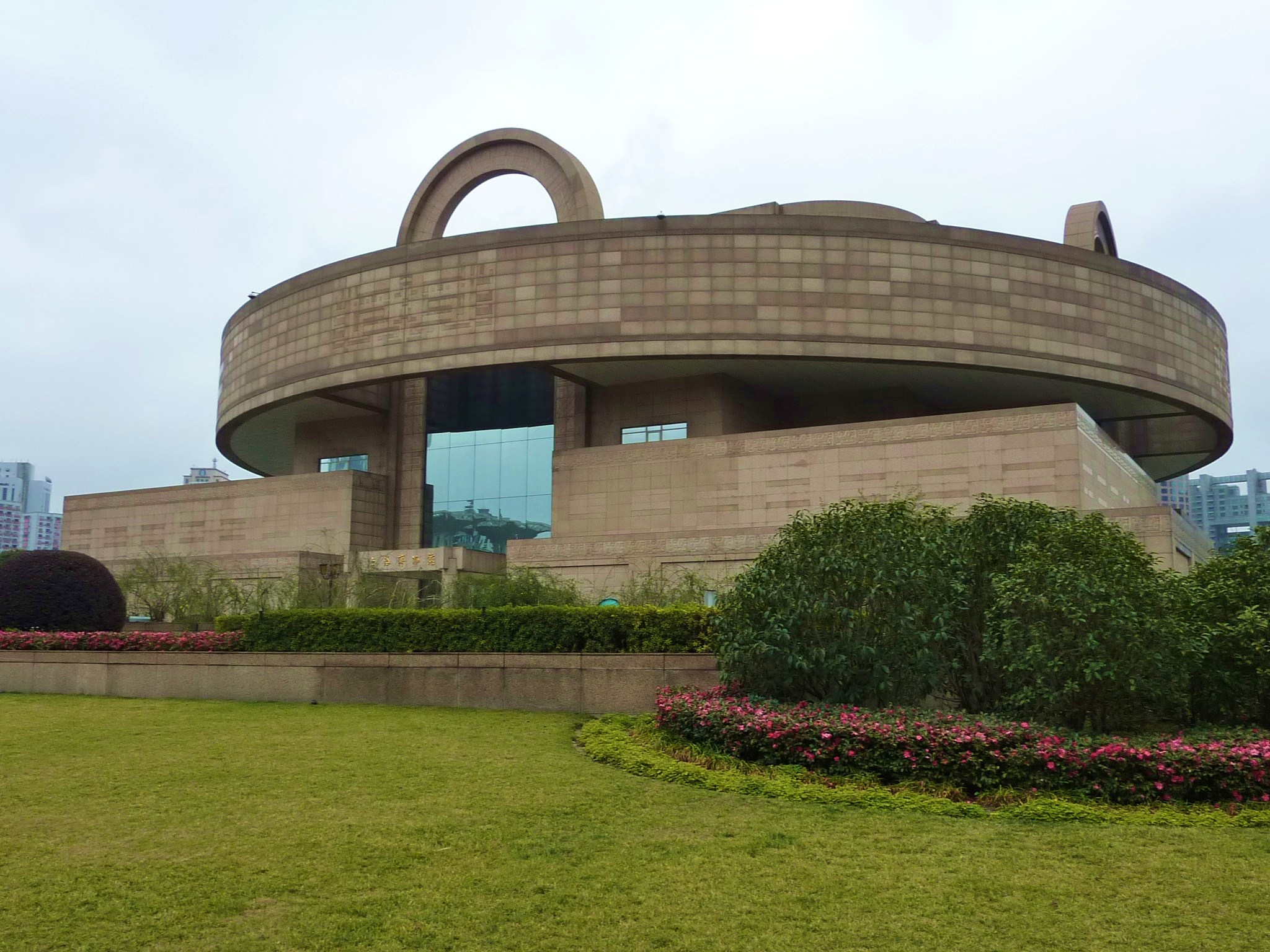
موزه شانگهای
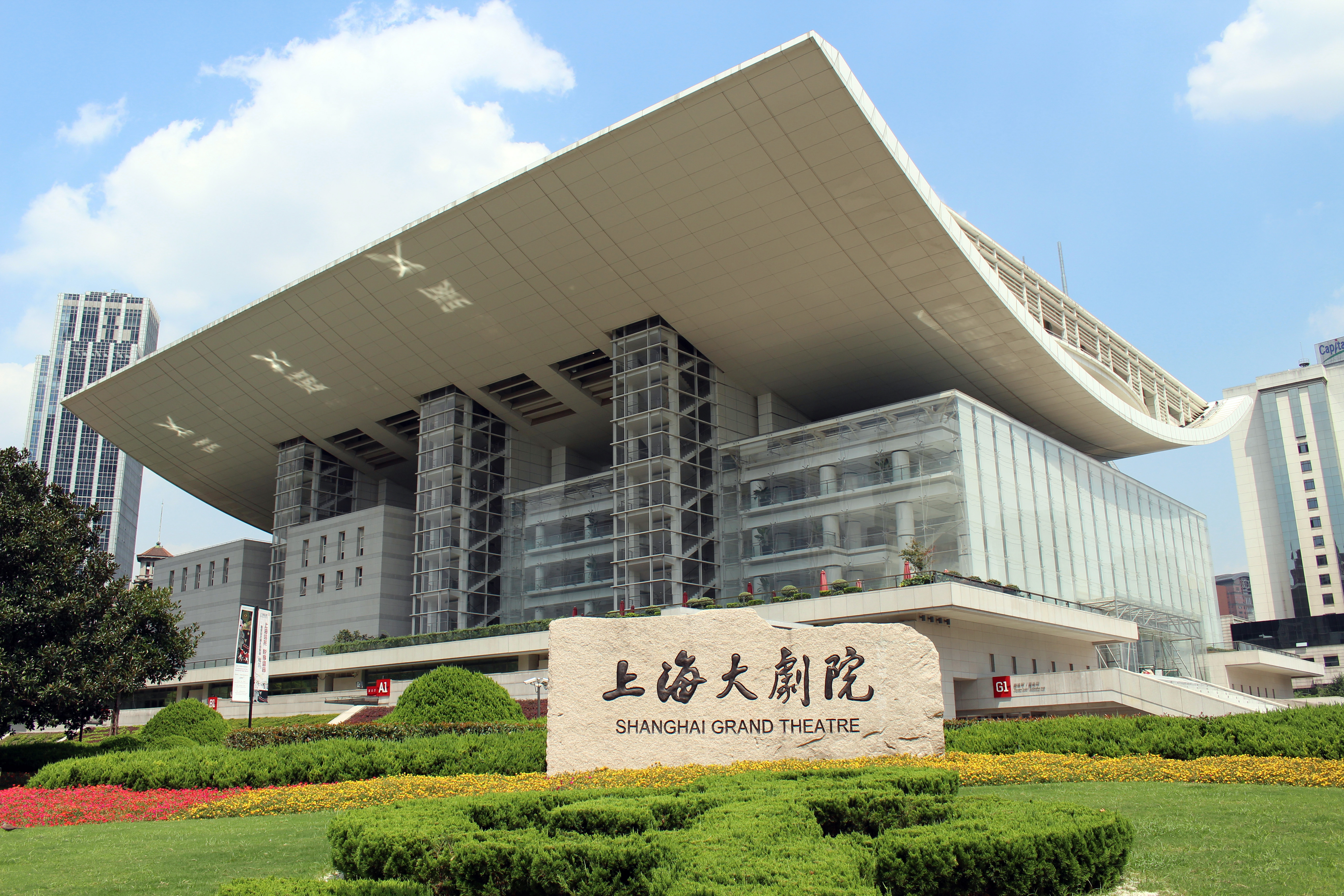
تئاتر بزرگ شانگهای
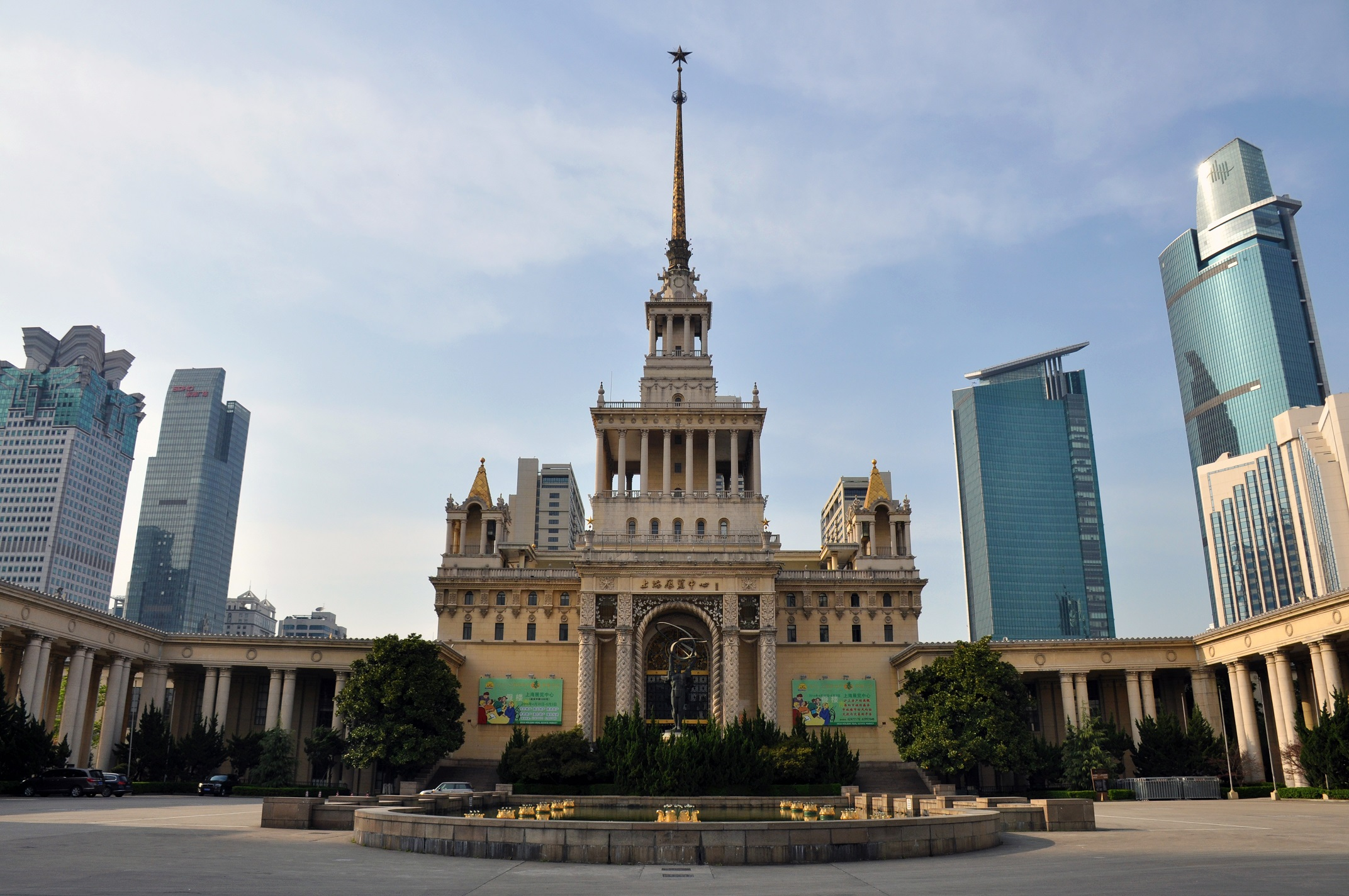
مرکز نمایشگاهی شانگهای، نمونه‌ای از معماری استالینیستی
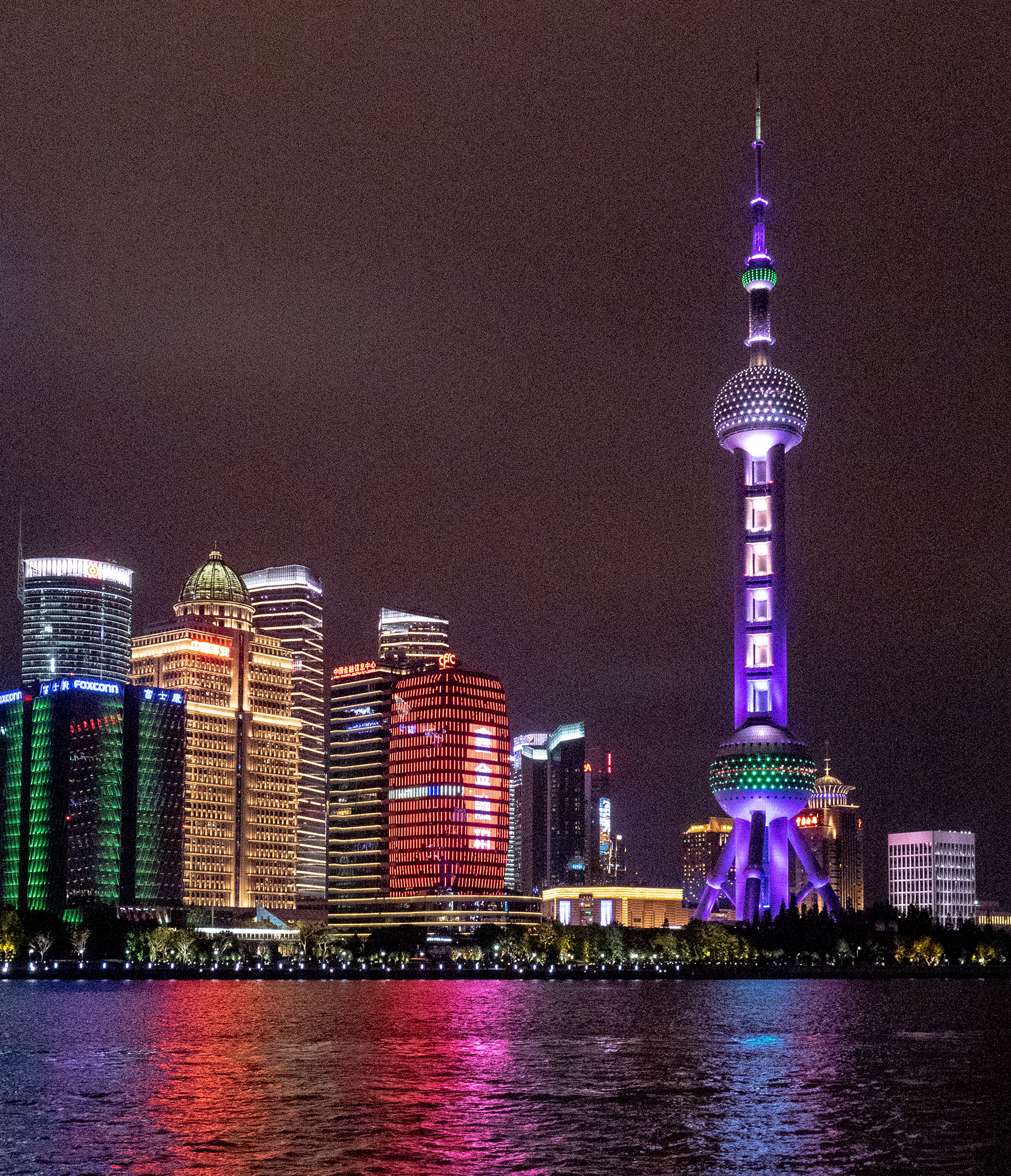
برج مروارید خاور در شب
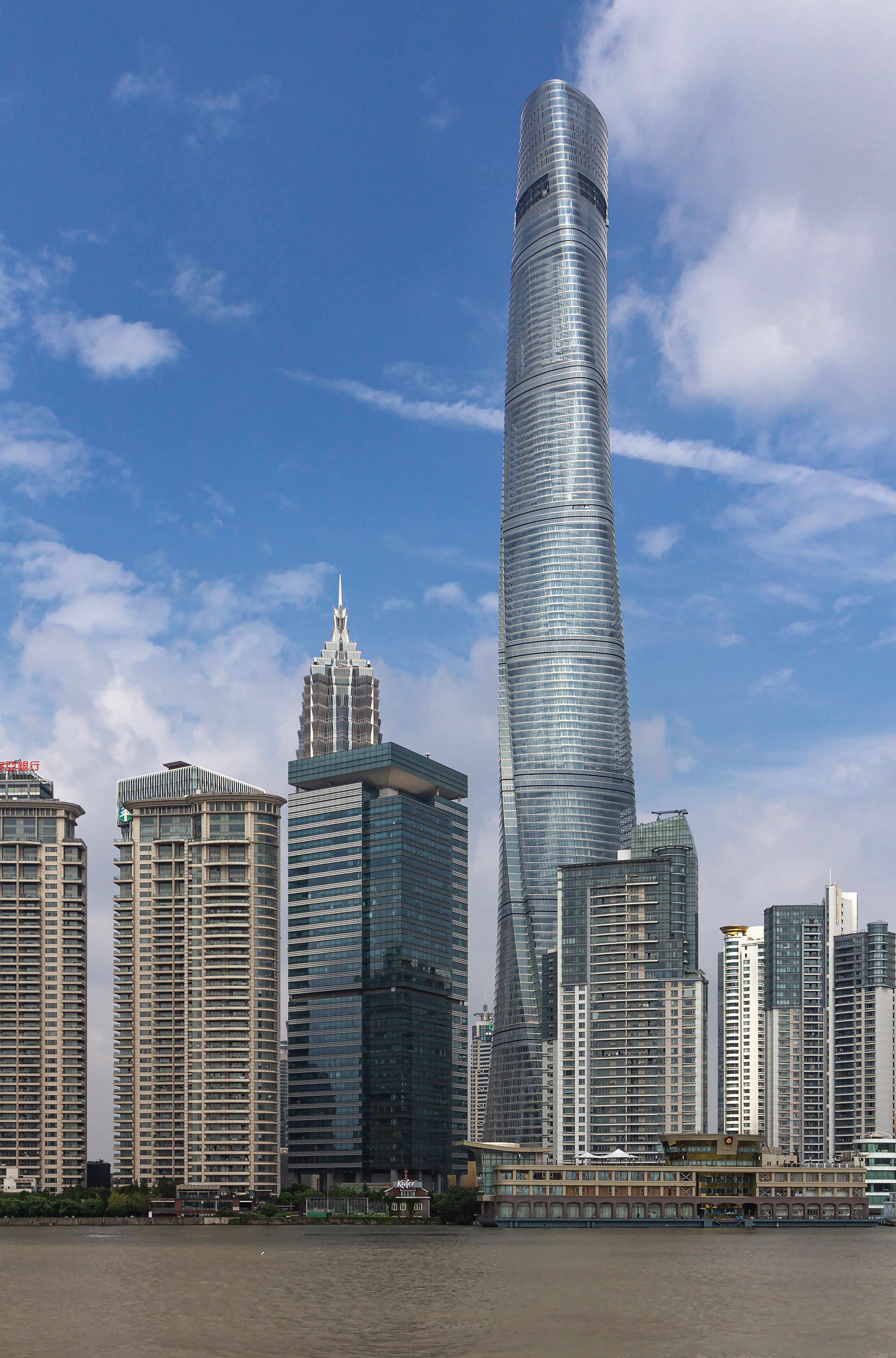
برج شانگهای
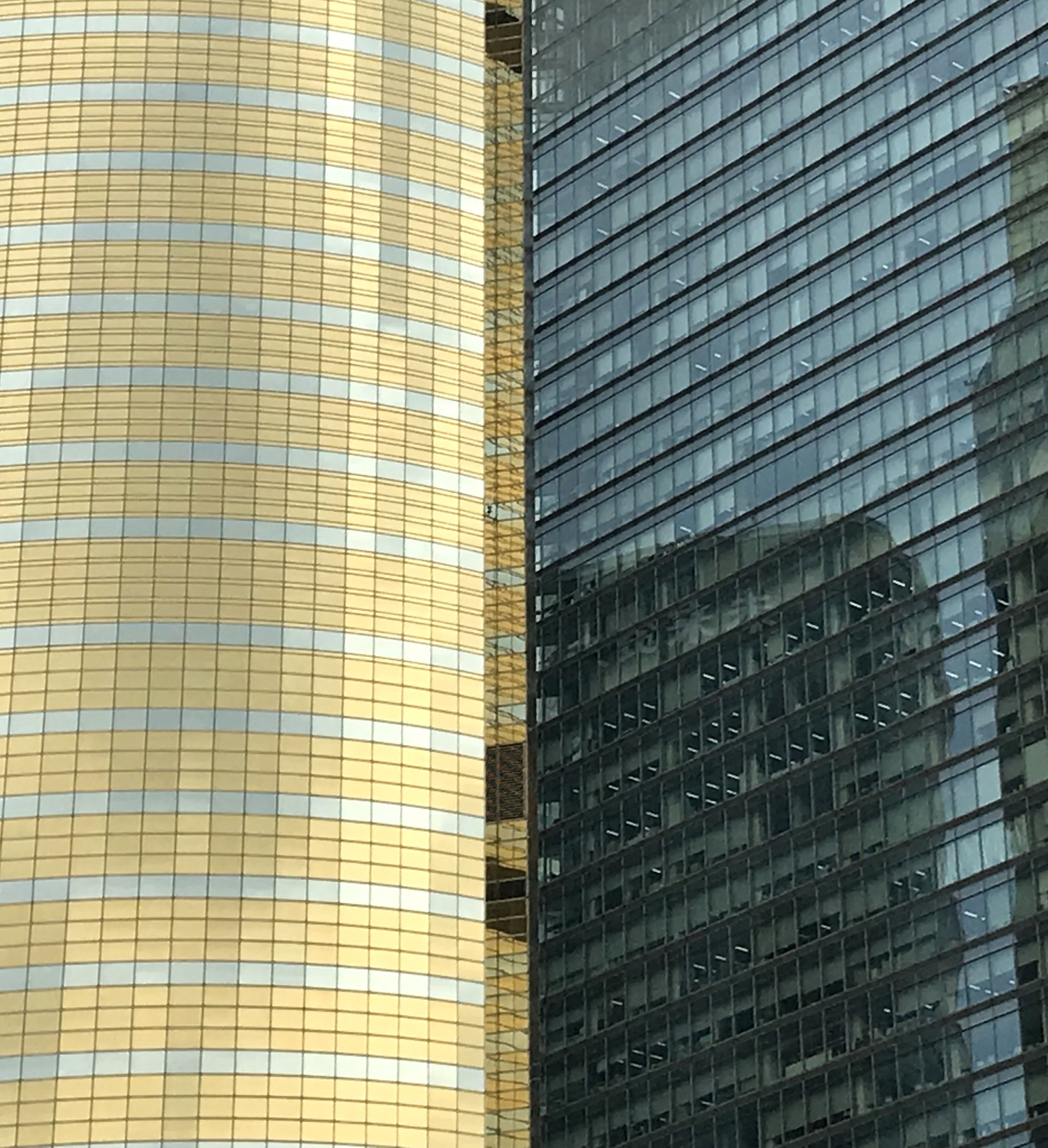
نمای شیشه‌ای دو آسمان‌خراش

## ترابری

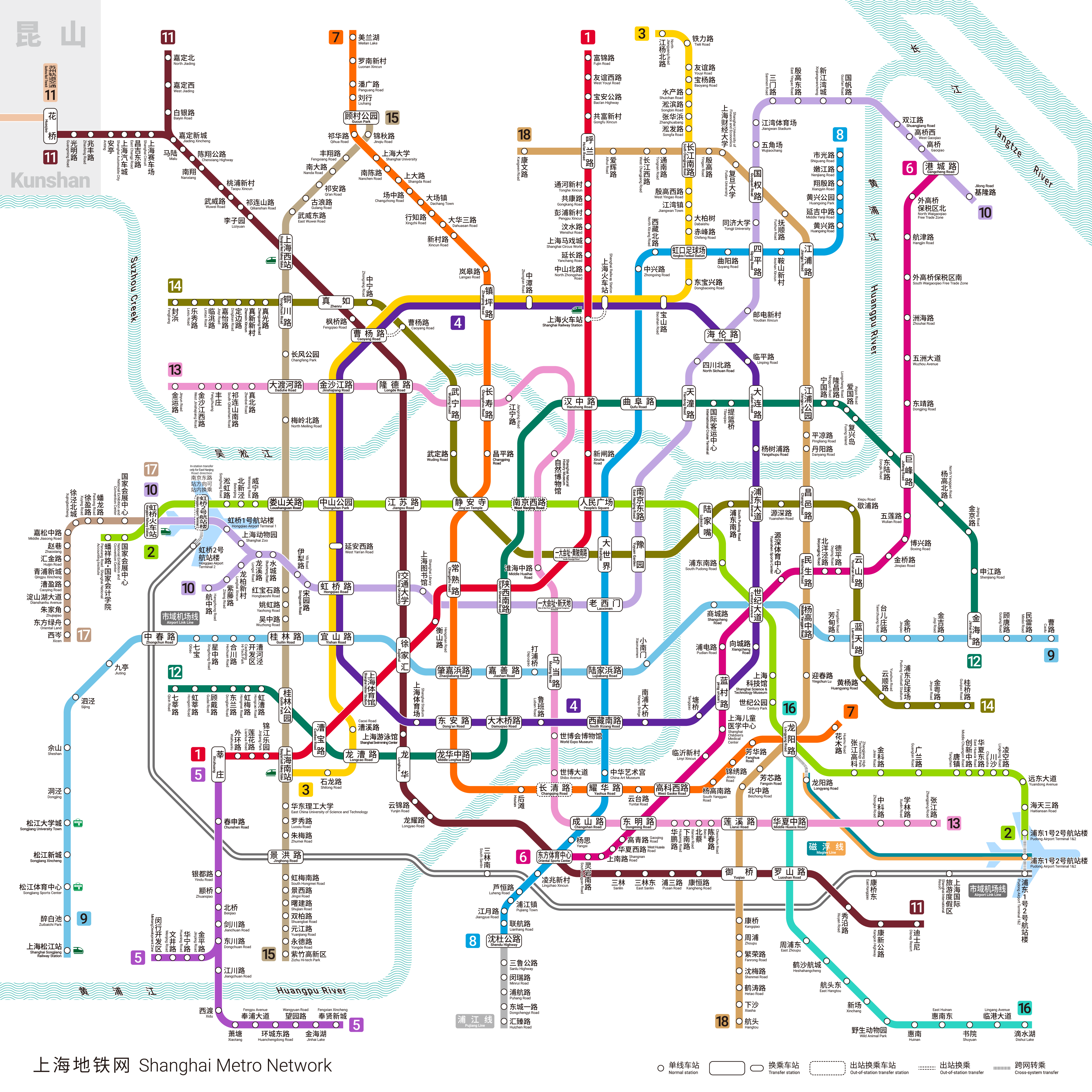
نمودار شماتیک شبکه مترو شانگهای

شانگهای دارای شبکه حمل و نقل عمومی گسترده‌ای است که شامل مترو، اتوبوس‌ها، قایق‌ها و تاکسی‌ها می‌شود و همه آن‌ها با استفاده از کارت حمل و نقل عمومی شانگهای قابل دسترسی هستند.
متروی شانگهای در سال ۱۹۹۳ تأسیس شده و هم‌اکنون دارای ۱۴ خط و ۳۳۷ ایستگاه می‌باشد. این مترو طولانی‌ترین متروی جهان با ۵۴۸ کیلومتر طول می‌باشد.
متروی شانگهای که شامل خطوط مترو و خطوط مترو سبک است، به تمام مناطق مرکزی شهری و همچنین مناطق حومه نزدیک گسترش یافته است. تا سال ۲۰۲۱ میلادی، ۱۹ خط مترو (بدون احتساب قطار مگلو و راه‌آهن جین‌شان)، ۵۱۵ ایستگاه و ۸۰۳ کیلومتر خط درحال بهره‌برداری است که طولانی‌ترین شبکه مترو در جهان محسوب می‌شود. در ۸ مارس ۲۰۱۹، این شبکه رکورد بالاترین تعداد مسافر روزانه خود را با ۱۳٫۳ میلیون نفر ثبت کرد. هزینه بلیت‌ها بسته به مسافت بین ۳ یوان (۰٫۴۸ دلار آمریکا) تا ۹ یوان (۱٫۲۸ دلار آمریکا) متغیر است.
قطار مغناطیسی (مگلو) شانگهای که در سال ۲۰۰۴ افتتاح شد، اولین و سریع‌ترین قطار مگلو تجاری در جهان است که سرعت عملیاتی آن به ۴۳۰ کیلومتر در ساعت (۲۶۷ مایل در ساعت) می‌رسد. این قطار می‌تواند سفر ۳۰ کیلومتری بین ایستگاه لانگیانگ رود و فرودگاه بین‌المللی پودونگ را در ۷ دقیقه و ۲۰ ثانیه طی کند، در حالی که همین سفر با متروی خط ۲ حدود ۳۲ دقیقه و با اتومبیل ۳۰ دقیقه طول می‌کشد. بلیت یک‌طرفه این قطار ۵۰ یوان (۸ دلار آمریکا) است و بلیت رفت و برگشت ۸۰ یوان (۱۲٫۸۰ دلار آمریکا) قیمت دارد.
تاکسی‌ها، شبکه اتوبوسرانی، و دی‌دی هم نقش‌های عمده‌ای در حمل و نقل شهری دارند. شانگهای همچنین بزرگ‌ترین شبکه اتوبوس در جهان را دارد که شامل قدیمی‌ترین شبکه ترولی‌باس جهان نیز می‌شود. این شبکه اتوبوس دارای ۱٬۵۷۵ خط و طول کلی ۸٬۹۹۷ کیلومتر است. تاکسی‌ها در شانگهای به‌طور گسترده‌ای استفاده می‌شوند و هزینه کرایه پایه آن‌ها ۱۴ یوان (۲٫۲۴ دلار آمریکا) برای ۳ کیلومتر اول است. کرایه‌های شبانه بین ساعت ۱۱ شب تا ۵ صبح بیشتر است.
شبکه مترو شانگهای از بزرگ‌ترین و شلوغ‌ترین شبکه‌های مترو در جهان است که با بیش از ۴۵۹ ایستگاه و ۷۷۲ کیلومتر شبکه درحال بهره‌برداری است.
شانگهای یک مرکز مهم در شبکه بزرگراه‌های چین است و بسیاری از بزرگراه‌های ملی ازجمله بزرگراه جینگهو، شنهی، هوشان، هویی و هاکن از این شهر عبور می‌کنند یا به آن می‌رسند. همچنین، این شهر دارای ۱۲ پل و ۱۴ تونل است که از رودخانه هوانگ‌پو عبور می‌کنند. سیستم‌های اشتراک دوچرخه مانند موبایک، هلو و دی‌دی بایک در شانگهای رایج است و مسیرهای دوچرخه‌سواری برای جداسازی ترافیک غیرموتوری از ترافیک خودروها در خیابان‌های سطحی طراحی شده‌اند. همچنین، مالکیت خودروهای خصوصی در این شهر به سرعت درحال افزایش است و به‌دلیل محدودیت‌های موجود در فروش پلاک‌های خودرو، رشد ترافیک خودروها تحت کنترل است.
شانگهای دارای چهار ایستگاه اصلی قطار است: ایستگاه راه‌آهن شانگهای، ایستگاه راه‌آهن جنوبی شانگهای، ایستگاه راه‌آهن غربی شانگهای و ایستگاه راه‌آهن هنگ‌ژائو. این ایستگاه‌ها به شبکه مترو متصل هستند و هاب‌های اصلی در شبکه راه‌آهن چین به‌شمار می‌روند. همچنین، شانگهای چهار راه‌آهن سریع‌السیر (HSR) دارد و خط‌های جدیدی در دست ساخت است. این شهر همچنین یکی از بزرگ‌ترین هاب‌های حمل‌ونقل هوایی در آسیا است و دو فرودگاه بین‌المللی، یعنی فرودگاه بین‌المللی پودونگ و فرودگاه بین‌المللی هنگ‌ژائو دارد. از آنجا که بندر یانگشان در شانگهای واقع شده، این شهر به بزرگ‌ترین بندر کانتینری جهان تبدیل شده است.

## فرهنگ

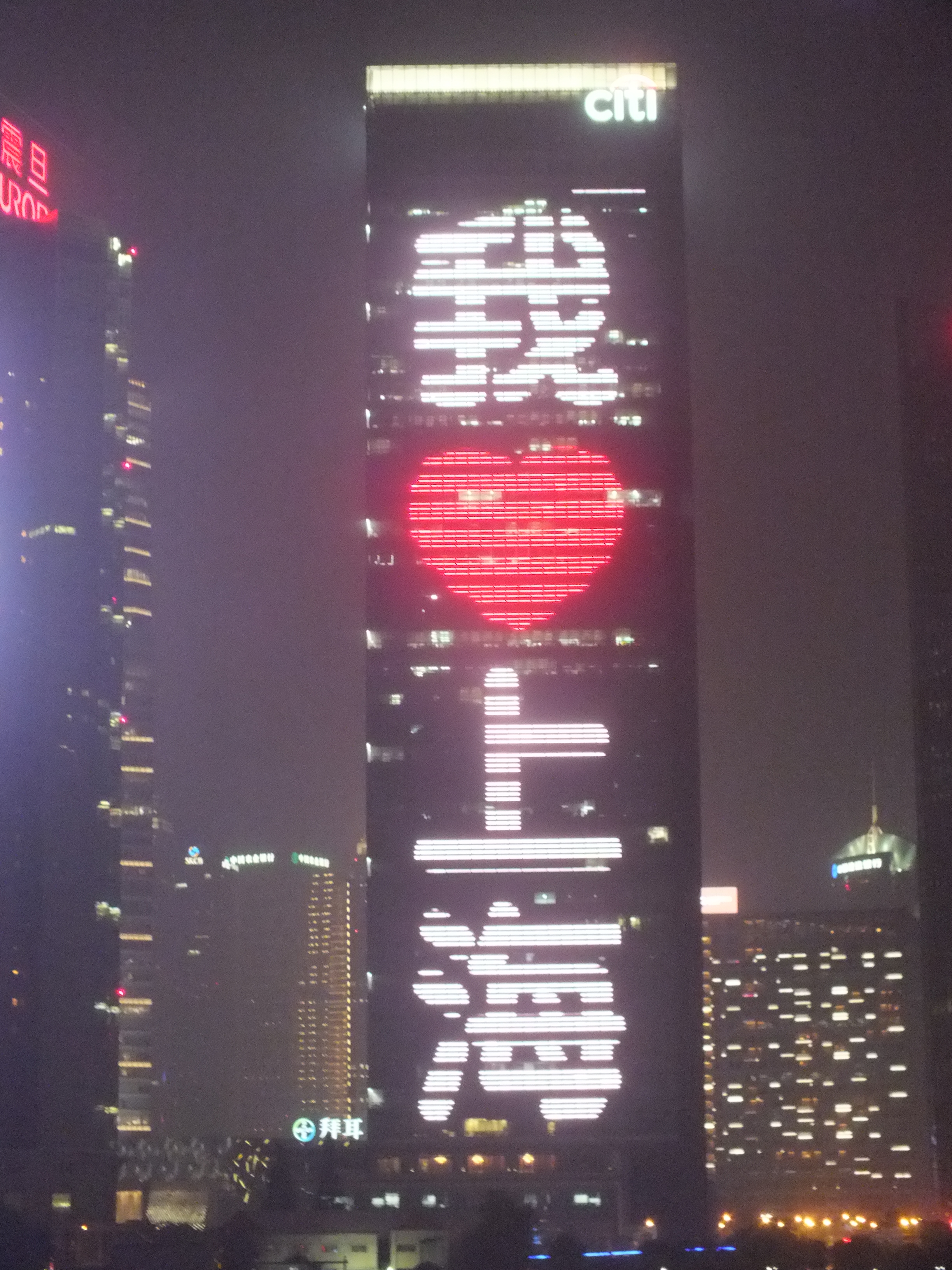
ساختمان سیتی‌بانک شانگهای یک نمایش نور برگزار می‌کند که عبارت «دوستت دارم شانگهای» را می‌درخشد.

فرهنگ شانگهای از ترکیب فرهنگ‌های نزدیک فرهنگ وو یو و فرهنگ «شرق با غرب» های‌پای شکل گرفته است. تأثیر فرهنگ وو یو در زبان شانگهایی مشاهده می‌شود که عناصر گویشی از مناطق نزدیک مانند جیانگ‌شی، سوجو و نینگبو را در خود دارد و همچنین در آشپزی شانگهای که تحت تأثیر آشپزی جیانگ‌سو و آشپزی ژجیانگ قرار گرفته است. فرهنگ‌های‌پای پس از آنکه شانگهای در اوایل سده ۲۰ به یک بندر پررونق تبدیل شد و بسیاری از خارجی‌ها از اروپا، آمریکا، ژاپن و هند وارد شهر شدند، شکل گرفت. فرهنگ‌های‌پای ترکیبی از عناصر فرهنگ غربی با فرهنگ محلی وو یو است و تأثیر آن به ادبیات، مد، معماری، موسیقی و آشپزی شهر کشیده شده است. واژه‌های‌پای که در ابتدا به یک مدرسه نقاشی در شانگهای اشاره داشت، توسط گروهی از نویسندگان پکن در سال ۱۹۲۰ برای انتقاد از برخی از پژوهشگران شانگهای که فرهنگ سرمایه‌داری و فرهنگ غربی را تحسین می‌کردند، ابداع شد. در اوایل سده ۲۱، شانگهای به عنوان یک منبع و الهام جدید برای فرهنگ سایبرپانک شناخته شده است.

### موزه‌ها

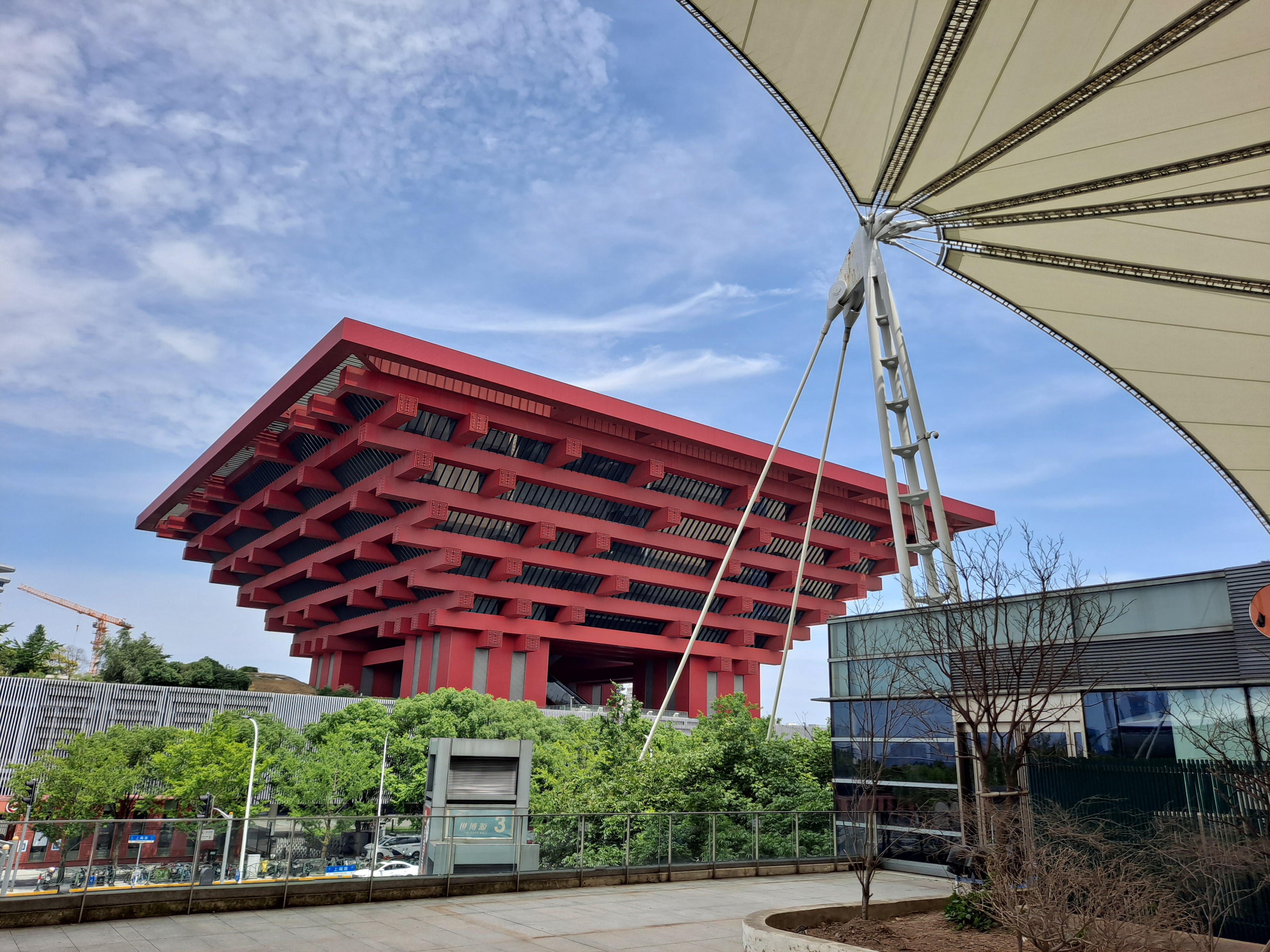
موزه هنر چین، واقع در منطقه پودونگ

گردآوری آثار فرهنگی در شانگهای از سال ۲۰۱۳ شاهد رشد چشمگیری بوده است و چندین موزه جدید در این شهر افتتاح شده است. این امر تا حدی به‌دلیل برنامه‌های توسعه‌ای شهر در سال ۲۰۱۸ است که هدف آن تبدیل شانگهای به «یک شهر جهانی عالی» است. بنابراین، شانگهای چندین موزه با اهمیت منطقه‌ای و ملی دارد. موزه شانگهای یکی از بزرگ‌ترین مجموعه‌های آثار هنری چینی در جهان را داراست، که شامل مجموعه‌ای بزرگ از برنزهای چین باستان و سرامیک چینی است.
موزه هنر چین، واقع در غرفه چین در نمایشگاه جهانی ۲۰۱۰، یکی از بزرگ‌ترین موزه‌ها در آسیا است و یک نسخه پویانمایی از نقاشی سده دوازدهم در امتداد رودخانه در طول جشنواره چینگ‌مینگ را به نمایش می‌گذارد. موزه تاریخ طبیعی شانگهای و موزه علم و فناوری شانگهای از موزه‌های معروف تاریخ طبیعی و علم هستند. علاوه بر این، موزه‌های کوچک‌تری نیز در مکان‌های مهم باستان‌شناسی و تاریخی وجود دارند، مانند موزه فرهنگ سونگزه، محل کنگره ملی اول حزب کمونیست چین، محل دولت در تبعید کره سابق، موزه پناهندگان یهودی شانگهای و موزه پست شانگهای (واقع در ساختمان اداره پست عمومی شانگهای) نیز ازجمله موزه‌های مهم هستند.

### آشپزی

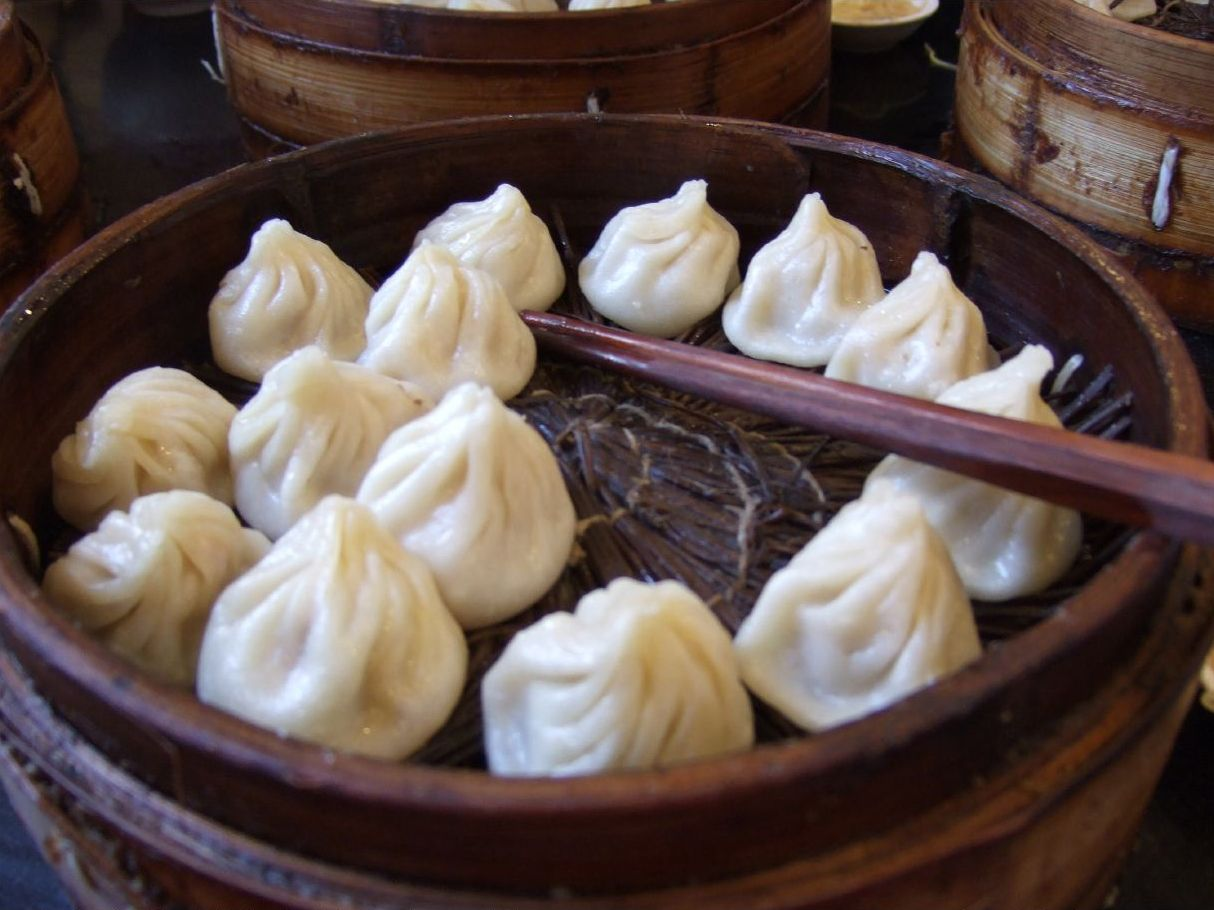
شیائولونگ‌باو در شانگهای

آشپزی بنبانگ (本帮菜) سبکی از آشپزی است که در سده هفدهم شکل گرفت و تحت تأثیر استان‌های اطراف قرار گرفت. این سبک به استفاده از چاشنی‌ها تأکید دارد و در عین حال طعم اصلی مواد اولیه را حفظ می‌کند. شکر یکی از مواد اصلی در آشپزی بنبانگ است، به ویژه هنگامی که با سس سویا ترکیب می‌شود. غذاهای برجسته آشپزی بنبانگ شامل شیائولونگ‌بائو، شکمبه خوک سرخ‌شده، و خرچنگ چینی مودار است. آشپزی‌ «های‌پای»، از سوی دیگر، سبکی از آشپزی با تأثیرات غربی است که در شانگهای به وجود آمد. این سبک عناصری از آشپزی‌های فرانسوی، بریتانیایی، روسی، آلمانی و ایتالیایی را جذب کرد و آن‌ها را بر اساس ویژگی‌های مواد اولیه محلی به ذائقه محلی تطبیق داد. غذاهای مشهور آشپزی‌های‌پای شامل سوپ برش به سبک شانگهای (罗宋汤, "سوپ روسی")، کتلت‌های گوشت خوک برشته و سالاد شانگهای است که از سالاد الیویه اقتباس شده است. هر دو آشپزی بنبانگ و‌های‌پای از انواع مختلف غذاهای دریایی، ازجمله ماهی آب‌شیرین، میگو و خرچنگ‌ها استفاده می‌کنند.
- نانشیانگ «شیائولونگ‌باو» (Nanxiang Xiaolongbao): این غذای سنتی از شهر نانشیانگ در منطقه جیادینگ است که به‌دلیل پوست نازک، گوشت لطیف، سوپ فراوان و طعم تازه‌اش معروف است. «شیائولونگ‌باو» معمولاً در سبدهای بامبو (شیائولونگ) داغ سرو می‌شود. این هنر در آوریل ۲۰۰۷ به‌عنوان میراث فرهنگی ناملموس شهری ثبت شد.[نیازمند منبع]
- «شنجیان» شانگهای (Shanghai Shengjian): «شنجیان» یا نان‌های سرخ‌شده شانگهای، یک خوراک معروف است که به‌جای بخارپز شدن، در ماهیتابه سرخ می‌شود. مواد داخلی شامل گوشت خوک و پیاز سبز است که بافت سوپی ایجاد می‌کند. پس از سرخ شدن، مقداری آب به ماهیتابه اضافه شده و درپوش آن بسته می‌شود. سپس نان‌ها به مدت ۸–۱۰ دقیقه پخته می‌شوند تا کف آن‌ها طلایی و ترد شود.[نیازمند منبع]
- «کانگیو بانمیا» (Congyou Banmian): این غذای محبوب نودلی در شانگهای با روغن پیاز سبز درست می‌شود که در روغن داغ سرخ و قهوه‌ای می‌شود. سپس نودل‌ها با این روغن، سس سویا و ادویه‌ها پوشانده می‌شوند و طعمی دلپذیر، شیرین و کمی تند به دست می‌آید.[نیازمند منبع]
- «پایگو نیانگائو» (Paigu Niangao): این غذا شامل دنده‌های خوک تازه و کیک‌های برنجی نازک است که با روش سرخ کردن و پخت آرام آماده می‌شود. دنده‌ها طلایی، ترد و گوشتی لطیف دارند و کیک‌های برنجی نرم و جویدنی هستند.[نیازمند منبع]
- «شویی‌جینگ شیارِن» (Shuijing Xiaren): «شیارِن کریستالی» یک غذای محبوب در شانگهای است که شامل میگو و تخم‌مرغ است و هیچ ماده اضافی دیگری ندارد. میگو تا زمانی که به حالت شفاف درآید پخته می‌شود و به همین دلیل به آن «کریستالی» گفته می‌شود.[نیازمند منبع]

### هنر

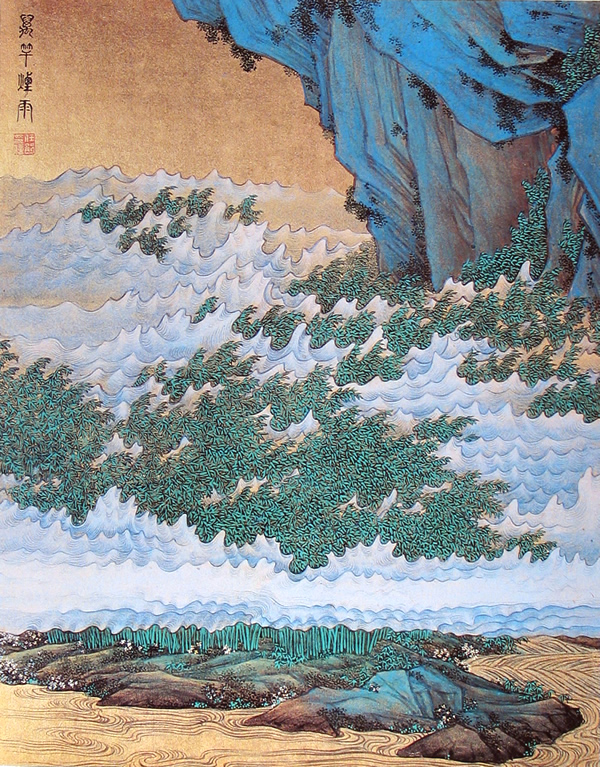
(شماره ۴ از صد هزار صحنه) اثر رن شیونگ، پیشگام مکتب هنری شانگهای، c. 1850

مدرسه سونگیانگ (淞江派)، که شامل مکتب هوا تینگ (华亭派) تأسیس‌شده توسط گو ژنگی است، یک مدرسه نقاشی کوچک در شانگهای در دوره‌های دودمان مینگ و چینگ بود. این مکتب توسط دونگ چی‌چانگ نمایندگی می‌شد. این مکتب به‌عنوان گسترشی از مکتب وو در سوجو، مرکز فرهنگی منطقه جیانگ‌نان در آن زمان در نظر گرفته می‌شد. در اواسط سده ۱۹، جنبش مکتب هنری شانگهای آغاز شد که کمتر بر نمادگرایی تأکید داشت و بیشتر بر محتوای بصری نقاشی از طریق استفاده از رنگ‌های روشن تمرکز داشت. موضوعات دنیوی مانند گل‌ها و پرندگان معمولاً به‌عنوان تم انتخاب می‌شدند. هنر غربی در سال ۱۸۴۷ توسط مبلغ اسپانیایی جوآنز فِرِر (范廷佐) به شانگهای معرفی شد و اولین آتلیه غربی شهر در سال ۱۸۶۴ در یتیم‌خانه توشانوآن (土山湾孤儿院) تأسیس شد. در دوران جمهوری چین، بسیاری از هنرمندان معروف ازجمله ژانگ داجیان، لیو هایسو، ژو بی‌هونگ، فنگ زی‌کای و یان ونی‌لیان در شانگهای ساکن شدند و این شهر به تدریج به مرکز هنری چین تبدیل شد. انواع هنرها—از جمله عکاسی، کنده‌کاری روی چوب، مجسمه‌سازی، کمیک (مانها), و Lianhuanhua—رشد کردند. سان‌ماو برای نمایش آشوب‌های ناشی از جنگ دوم چین و ژاپن ساخته شد. امروز، جامع‌ترین تأسیسات هنری و فرهنگی در شانگهای، موزه هنر چین است. علاوه بر این، آکادمی نقاشی چین نمایش‌دهنده نگارگری چینی است، در حالی که ایستگاه نیروگاه هنر نمایش‌دهنده هنر معاصر است. این شهر همچنین دارای گالری‌های هنری زیادی است که بسیاری از آن‌ها در جاده موگانشان و تیانزیفانگ قرار دارند. بی‌ینال شانگهای که اولین بار در سال ۱۹۹۶ برگزار شد، به مکانی مهم برای تعامل هنرهای چینی و خارجی تبدیل شده است.

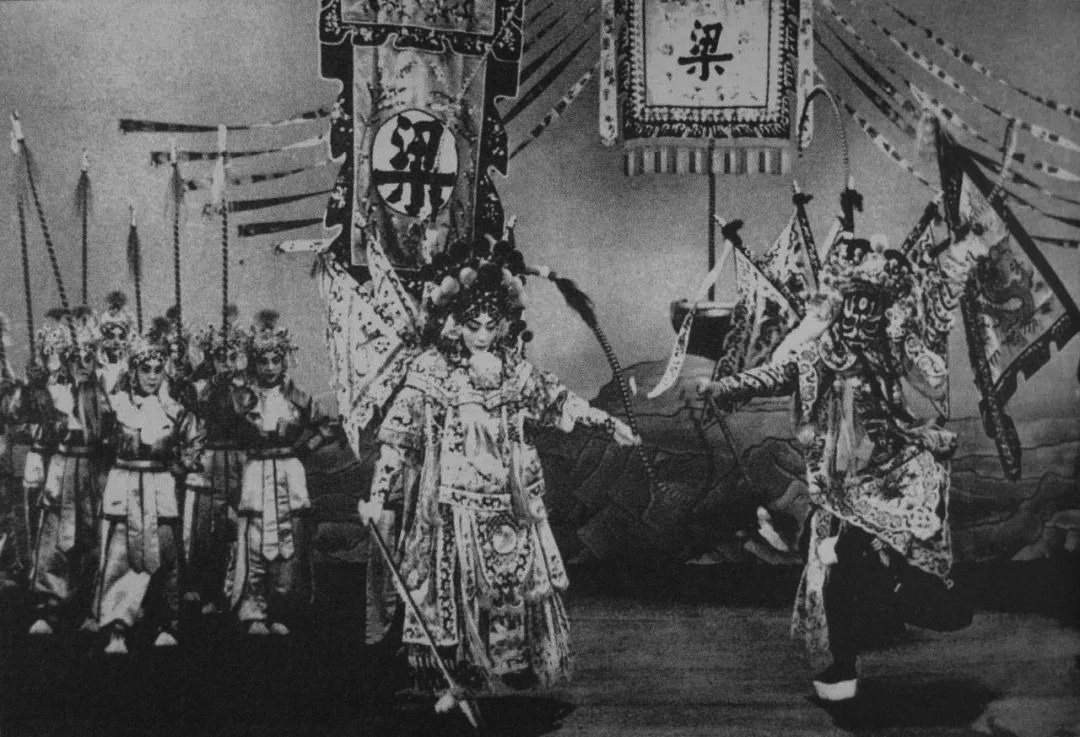
می لانفانگ درحال اجرای اپرای پکن «مقاومت در برابر ارتش جین» در تئاتر تیانچان

اپرای سنتی اپرای چینی (Xiqu) در اواخر سده نوزدهم به یک منبع محبوب سرگرمی عمومی تبدیل شد. در اوایل سده بیستم، تک‌گویی و بورلسک به زبان شانگهای ظاهر شدند و عناصری از درام‌های سنتی را جذب کردند. دنیای بزرگ در سال ۱۹۱۲ افتتاح شد و در آن زمان یک صحنه مهم بود. در دهه ۱۹۲۰، Pingtan از سوجو به شانگهای گسترش یافت. هنر Pingtan به سرعت گسترش یافت و تا دهه ۱۹۳۰ به ۱۰۳ برنامه در روز رسید، به‌دلیل تعداد زیاد ایستگاه‌های رادیویی تجاری در شهر. در همان زمان، یک اپرای پکن به سبک شانگهای شکل گرفت. این اپرا توسط ژو شینفانگ و Gai Jiaotian رهبری می‌شد و هنرمندان زیادی از Xiqu مانند می لانفانگ را به خود جذب کرد. یک گروه کوچک از Shengxian (که اکنون شنگژو) است، نیز شروع به تبلیغ اپرای یوی در صحنه شانگهای کرد. یک سبک منحصر به فرد از اپرا، اپرای شانگهای، زمانی که ترانه‌های محلی با اپراهای مدرن ترکیب شدند، شکل گرفت. تا سال ۲۰۱۲، گروه‌های برجسته در شانگهای شامل Shanghai Jingju Theatre Company, Shanghai Kunqu Opera Troupe, Shanghai Yue Opera House, و Shanghai Huju Opera House بودند.
درام در مدارس مبلغی در شانگهای در اواخر سده نوزدهم ظاهر شد. در آن زمان، عمدتاً به زبان انگلیسی اجرا می‌شد. Scandals in Officialdom (官场丑史)، که در سال ۱۸۹۹ روی صحنه رفت، یکی از اولین نمایشنامه‌های ضبط شده بود. در سال ۱۹۰۷، کلبه عمو تام (黑奴吁天录) در Lyceum Theatre اجرا شد. پس از جنبش فرهنگ نوین، درام به یک روش محبوب برای دانش‌آموزان و روشنفکران تبدیل شد تا نظرات خود را ابراز کنند. این شهر چندین مؤسسه بزرگ آموزشی تئاتر دارد، ازجمله Shanghai Conservatory of Music, Shanghai Dramatic Arts Centre, Shanghai Opera House, و آکادمی تئاتر شانگهای. تئاترهای برجسته در شانگهای شامل تئاتر بزرگ شانگهای، Oriental Art Center, و تئاتر مردم هستند.

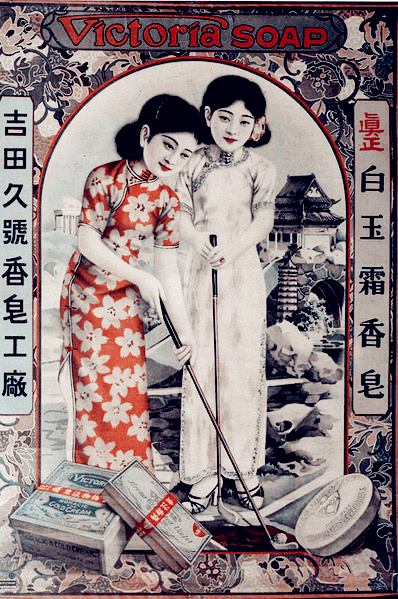
در این تبلیغ صابون شانگهای از دهه ۱۹۳۰، دو زن لباس سنتی شانگهای چی‌پائو پوشیده‌اند و درحال بازی گلف هستند.

شانگهای به عنوان زادگاه سینمای چین شناخته می‌شود. اولین فیلم کوتاه چین، The Difficult Couple (1913) و اولین فیلم بلند داستانی کشور، An Orphan Rescues His Grandfather (孤儿救祖记, 1923) هر دو در شانگهای تولید شدند. صنعت فیلم‌شناسی شانگهای در اوایل دهه ۱۹۳۰ رشد کرد و ستارگانی چون Hu Die، روان لینگیو، ژو شوان، Jin Yan و ژائو دان را به عرصه آورد. یکی دیگر از ستارگان فیلم، جیانگ کینگ، به همسر مائو تسه‌تونگ تبدیل شد. تبعید فیلم‌سازان و بازیگران شانگهایی به‌دلیل جنگ دوم چین و ژاپن و انقلاب کمونیستی تأثیر زیادی بر توسعه سینمای هنگ کنگ داشت. فیلم در حال‌وهوای عشق که توسط وونگ کار وای، اهل شانگهای، کارگردانی شده، بخشی از جامعه آواره شانگهایی در هنگ کنگ و نوستالژی آن دوره را به تصویر می‌کشد و موسیقی دهه ۱۹۴۰ توسط ژو شوان را شامل می‌شود.
جشنواره‌های فرهنگی شانگهای شامل جشنواره بین‌المللی تلویزیونی شانگهای، جشنواره بین‌المللی فیلم شانگهای، جشنواره بین‌المللی هنر شانگهای، جشنواره بین‌المللی گردشگری شانگهای، جشنواره موسیقی بین‌المللی بهاری شانگهای و غیره است. جشنواره تلویزیونی شانگهای اولین جشنواره تلویزیونی بین‌المللی است که در چین تأسیس شده و در سال ۱۹۸۶ بنیان‌گذاری شد. جشنواره بین‌المللی فیلم شانگهای در سال ۱۹۹۳ تأسیس شد و یکی از نه جشنواره بین‌المللی فیلم عمده در گروه A است. بالاترین جایزه این جشنواره «جایزه گلابی طلایی» است.

### مد
از سال ۲۰۰۱، شانگهای هفته مد خود را به نام Shanghai Fashion Week دو بار در سال در آوریل و اکتبر برگزار می‌کند. مکان اصلی این رویداد در Fuxing Park است و مراسم افتتاحیه و اختتامیه در مرکز مد شانگهای برگزار می‌شود. بخش آوریل همچنین بخشی از جشنواره یک‌ماهه Shanghai International Fashion Culture Festival است. هفته مد شانگهای به عنوان رویدادی با اهمیت ملی شناخته می‌شود که طراحان بین‌المللی و چینی را به نمایش می‌گذارد. حضور بین‌المللی شامل بسیاری از طراحان مد جوان و موفق بریتانیایی بوده است. این رویداد توسط دولت شهری شانگهای برگزار شده و از وزارت بازرگانی جمهوری خلق چین حمایت می‌شود.

## نگارخانه

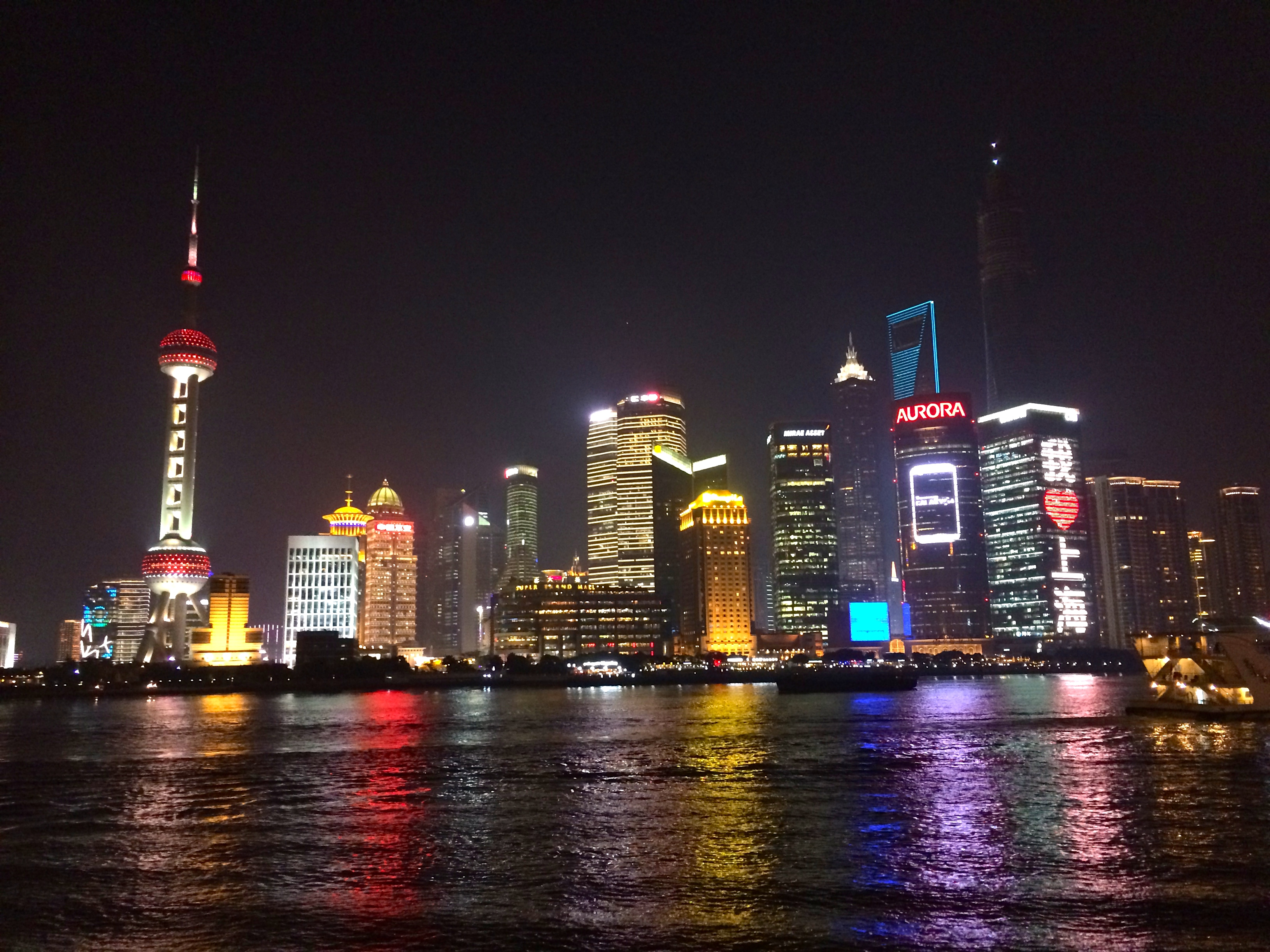
شانگهای، پرجمعیت‌ترین شهر چین
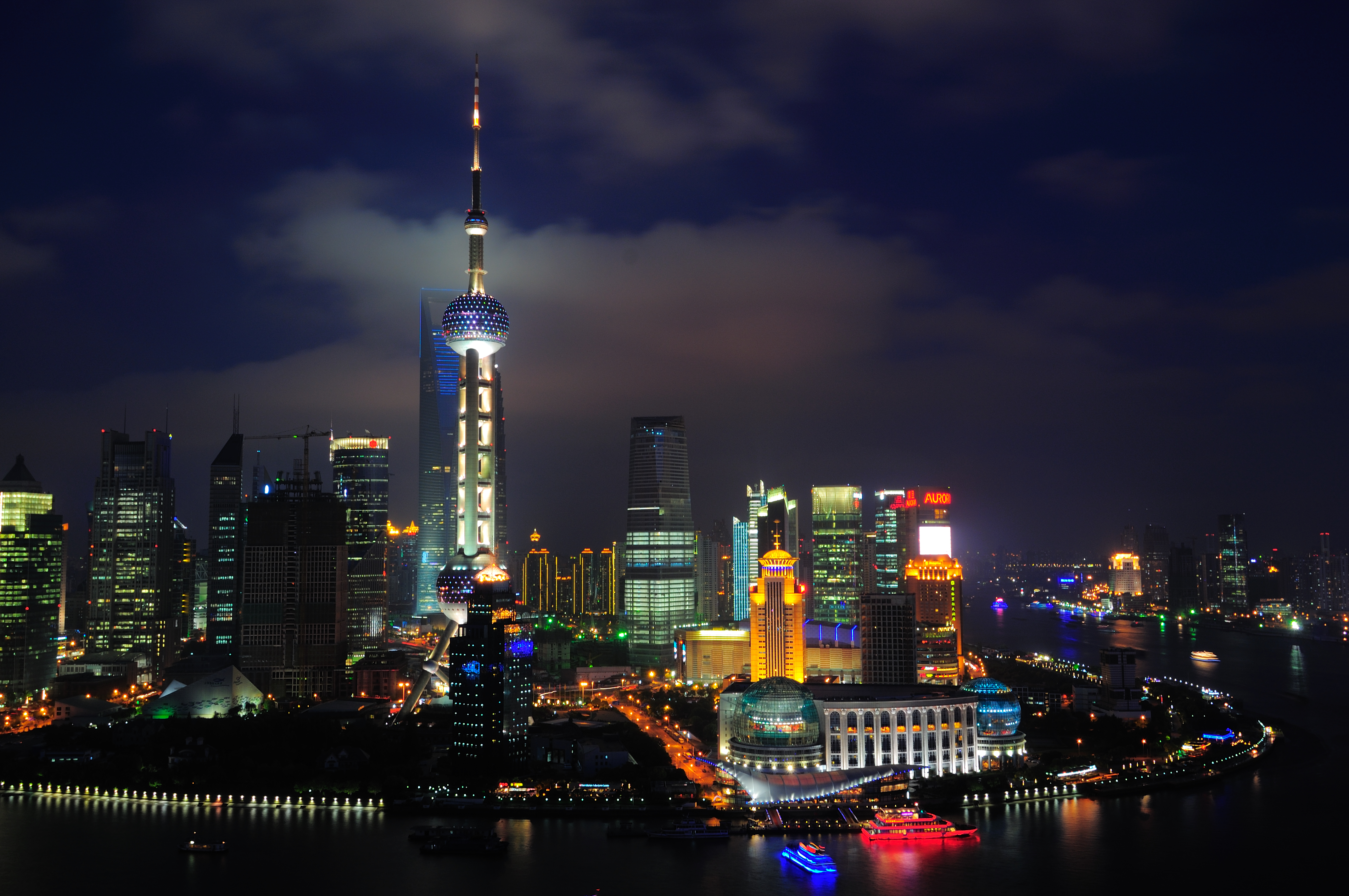
نمایی از ساختمان‌های شانگهای
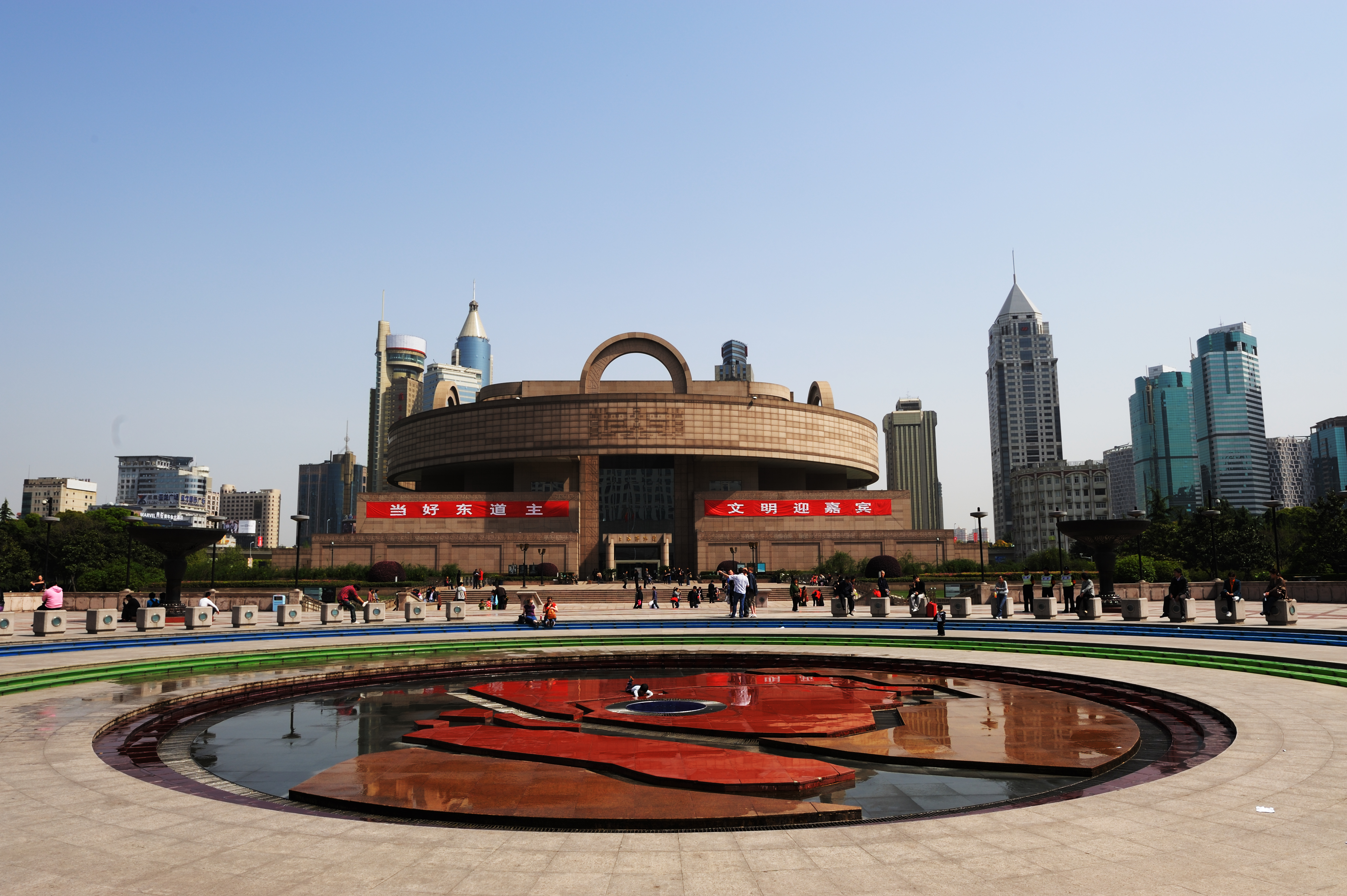
نمایی بیرونی از ساختمان موزه شانگهای
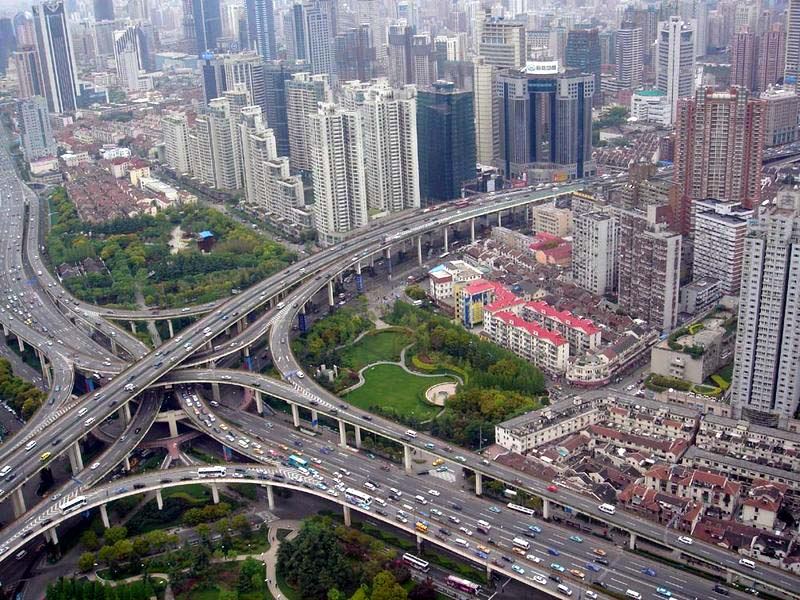
پل راه‌آهن در مرکز شانگهای
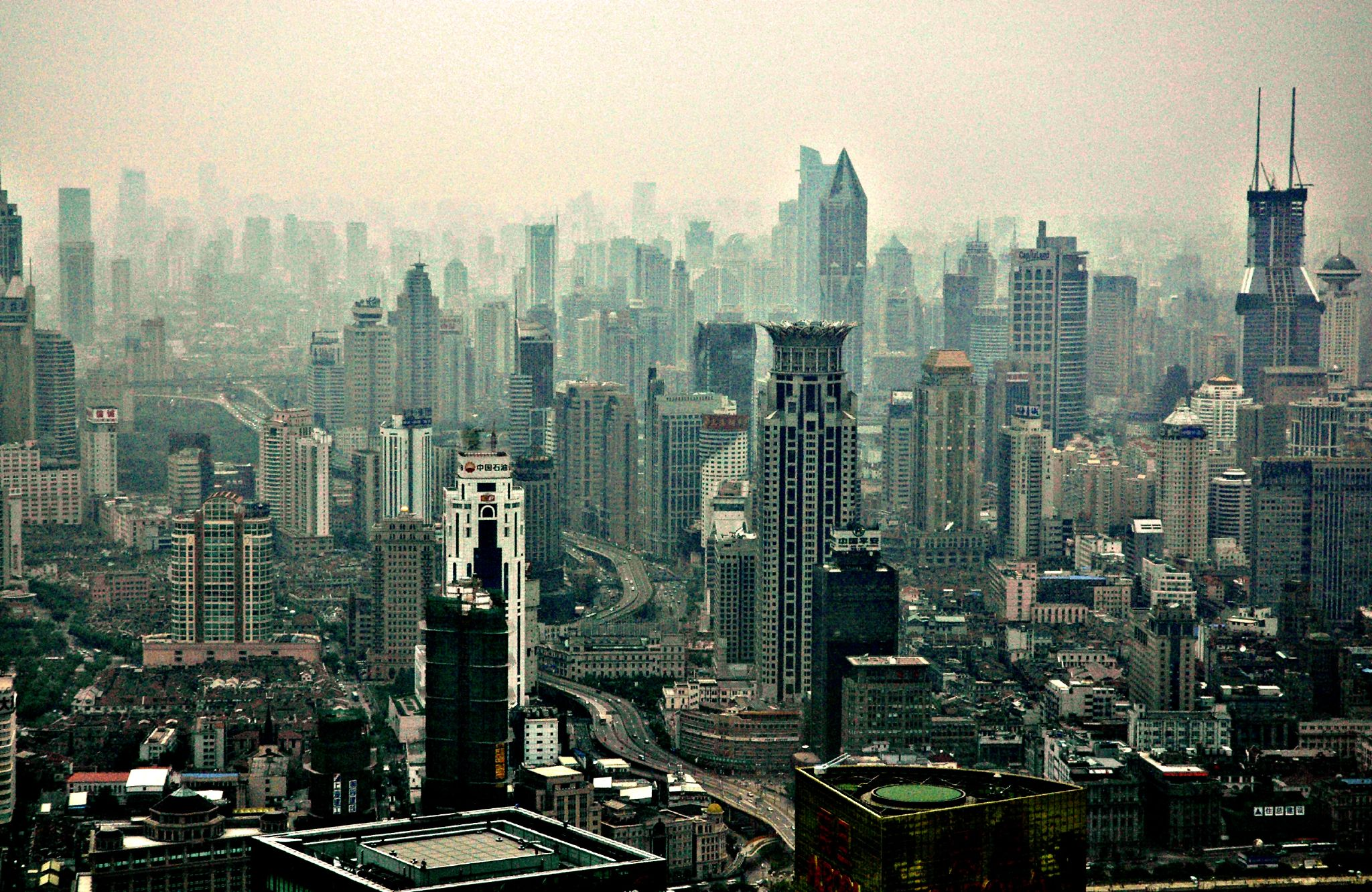
ساختمان‌های شانگهای در میان مه